# New York Rangers
New York Rangers är en amerikansk ishockeyorganisation vars lag är baserat på Manhattan i New York i New York och som har varit medlem i National Hockey League (NHL) sedan den 15 maj 1926, när organisationen bildades. Rangers tillhör den exklusiva skaran "Original Six" ("de sex ursprungliga") med Boston Bruins, Chicago Blackhawks, Detroit Red Wings, Montreal Canadiens och Toronto Maple Leafs. Hemmaarenan är Madison Square Garden och invigdes den 11 februari 1968. Laget spelar i Metropolitan Division tillsammans med Carolina Hurricanes, Columbus Blue Jackets, New Jersey Devils, New York Islanders, Philadelphia Flyers, Pittsburgh Penguins och Washington Capitals.
Rangers har vunnit Stanley Cup för säsongerna 1927–1928, 1932–1933, 1939–1940 och 1993–1994. De har haft en del namnkunniga spelare genom åren som bland andra Wayne Gretzky, Mark Messier, Andy Bathgate, Brian Leetch, Harry Howell, Rod Gilbert, Mike Richter, Henrik Lundqvist, Jean Ratelle, Phil Esposito, Brad Park, Mike Gartner, Eddie Giacomin och Jaromír Jágr.

## Rangers historia

### 1920-talet

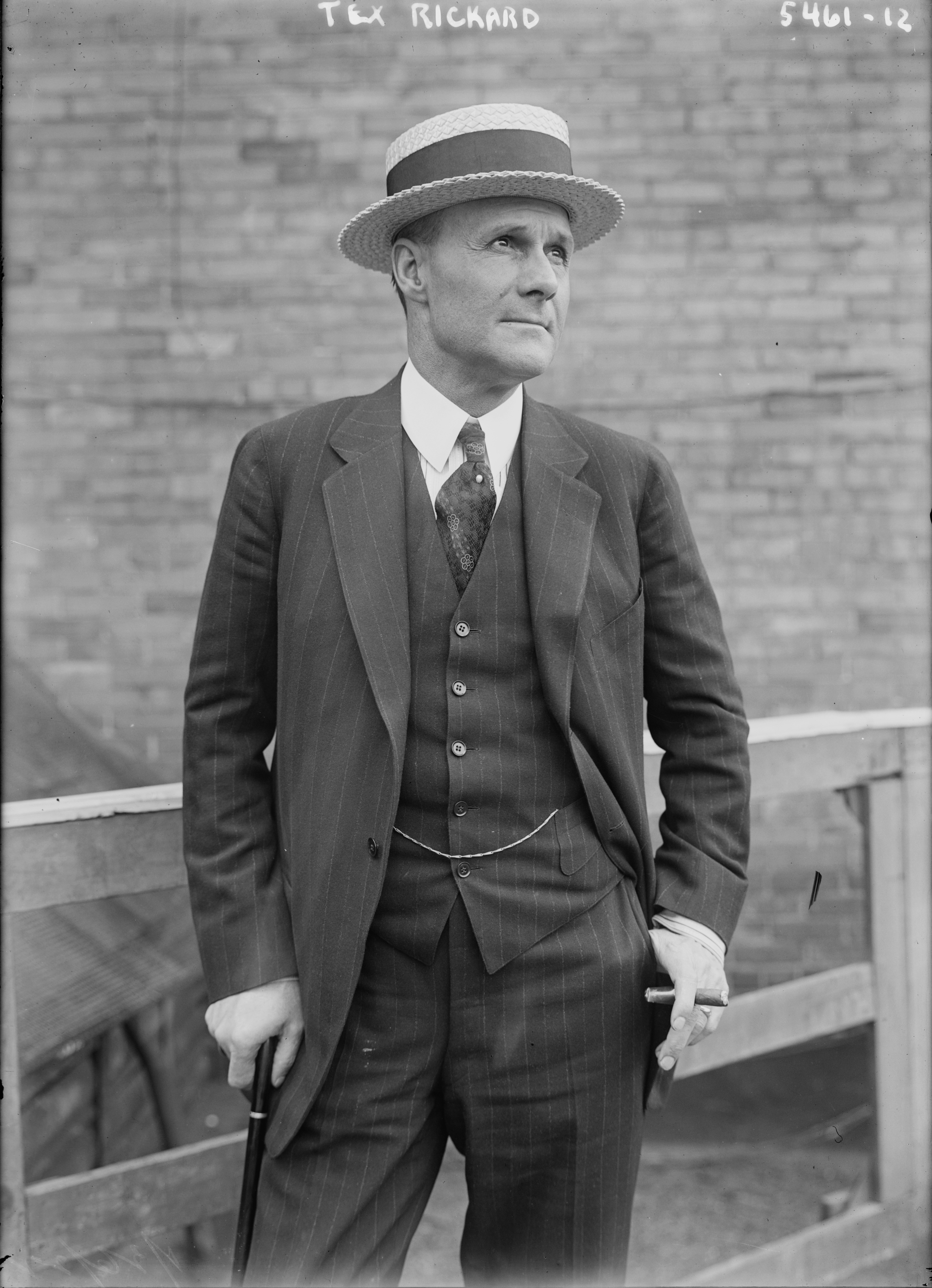
Tex Rickard, grundaren av Rangers.

Historien om New York Rangers börjar i Texas. En man vid namn "Tex" Rickard arbetade som Ranger vid Texas ridande polis. "Tex" flyttade till New York där han fick idén att starta ett hockeylag för NHL. Laget började i media kallas "Tex' Rangers" och hade en ridande polis som symbol. Så småningom ändrades namnet till New York Rangers. Logotypen blev en blå-vit-röd polissköld med lagets namn.
Den viktigaste kuggen i lagbygget var Lester Patrick. Han blev tränare, manager, spelare, målvakt och så småningom ägare till klubben. Inträdet i NHL skedde 1926 och laget spelade i den dåvarande Madison Square Garden. Succén kom tidigt; 1928 blev det Stanley Cup-vinst och New York Rangers hade presenterat sig för ishockeyvärlden.

### 1930-talet

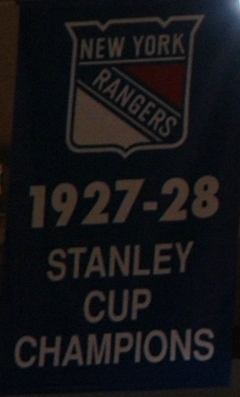
Stanley Cup-mästare 1927–1928.

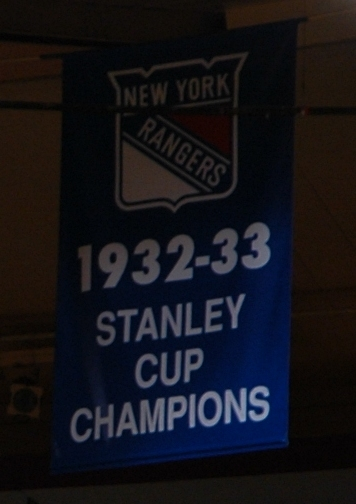
Stanley Cup-mästare 1932–1933.

1933 fick Rangers vara med om ytterligare en Stanley Cup-seger. Lester Patrick var fortfarande kvar i klubben och förutom att vara utespelare brukade han hoppa in i målet. Det hände på den här tiden alltför ofta att målvakterna skadades när puckar kom flygande i 150 km/h rakt emot deras oskyddade ansikten. Detta avskräckte inte Patrick. Men laget hade även en del andra stora spelare i hockeyhistorien, till exempel Lynn Patrick, Frank Boucher och Bryan Hextall.

### 1940-talet
Strax innan USA gick med i andra världskriget, 1940, tog Rangers hem sin tredje Stanley Cup. Enligt rykten [källa behövs] hanterades pokalen tvivelaktigt och ska ha använts som krubba till en spelares häst och som askkopp. Rangers skulle därför ha drabbats av en förbannelse som innebar att klubben aldrig mer skulle vinna Stanley Cup (Rangers nästa Stanley Cup-seger skulle inte komma förrän 1994).
Andra världskriget medförde att hockeyn kom i skymundan. Många unga amerikaner ryckte dessutom in i kriget, vilket innebar stora problem för rekryteringen till hockeylaget. Större delen av det ordinarie laget var inkallade och nya, oprövade spelare fick plats i truppen. När kriget var slut kom en del spelare tillbaka, men flera av spelarna hade stupat. Några av de nya spelarna slog igenom i NHL. Målvakten Chuck Rayner blev vald till ligans Mest Värdefulla Spelare 1950.
Från och med säsongen 1942–1943 fanns det endast sex lag i NHL. Dessa var New York Rangers, Chicago Blackhawks, Boston Bruins, Toronto Maple Leafs, Detroit Red Wings och Montreal Canadiens. Ända fram till 1967 var dessa de enda i ligan. Dessa lag kallas numera "The Original Six".

### 1950-talet
Laget hade inga riktiga framgångar under 1950-talet, trots att de hade flera superstjärnor i laget. Däribland fanns stjärnmålvakten Ed Giachomin och lagkaptenen Andy Bathgate. Bathgate har fortfarande 2015 rekordet för flest poäng under karriären för en Rangers-spelare.
Laget lät sina spelare mogna i farmarlagen, kanske för länge, innan de matchades i NHL.

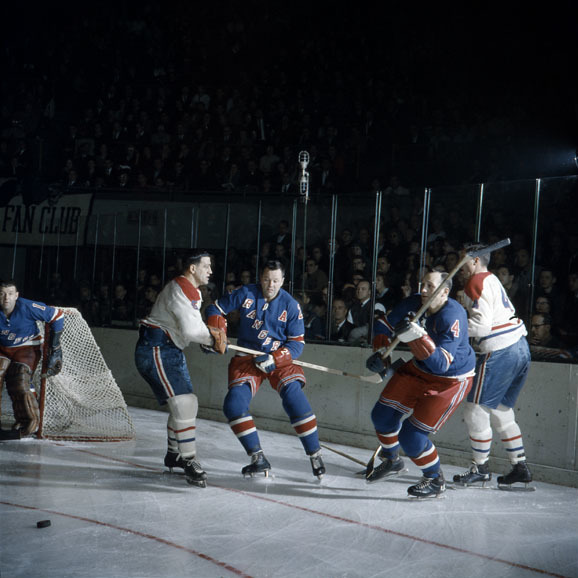
Rangers mot Montreal Canadiens.

### 1960-talet
Från och med säsongen 1966–1967 lyckades Rangers att ta sig till slutspel nio år i rad, vilket de var ensamma om under perioden.
Rangers-backen Harry Howell blev årets back säsongen 1966/67, och general manager Emile Francis gjorde en djärv satsning: Han fick över svenske Ulf Sterner till Nordamerika. När Sterner spelade sin första match blev han den första europén i ligan. Sterner spelade bara några matcher, utan några poäng, men en ny epok med européer i ligan hade startat. 

### 1970-talet
Under 1970-talet värvades många av de stora stjärnorna av den nystartade konkurrerande World Hockey Association. WHA slogs efter sju säsonger ihop med NHL år 1979 och de flesta spelarna i WHA fick därmed nya klubbar. Ulf "Lill-Pröjsarn" Nilsson och Anders Hedberg blev redan 1978 de första Unrestricted Free Agents (UFA) i en rekrytering till NYR, där bland andra Phil Esposito spelade. På grund av en incident med Stig Salming under VM 1977 hade Esposito en negativ inställning till svenskar och myntade även uttrycket "Chicken Swedes". Han ansåg att svenskar spelade för feg ishockey. Den inställningen fick Espo verkligen ändra under tiden tillsammans med Hedberg och Nilsson. 1979 kom laget ända till Stanley Cup-final efter att ha slagit ut NHL:s serievinnare NY Islanders i en legendarisk drabbning som kallades The Subway serie, men förlorade finalen mot Montreal Canadiens med 4-1 i matcher.

### 1980-talet
Klubbens två svenskar, Anders Hedberg och Ulf Nilsson, var under början av 1980-talet mycket framgångsrika tillsammans. Rangers tog aldrig någon stor seger under detta årtionde. Istället tog ärkerivalerna New York Islanders fyra raka Stanley Cup-segrar under åren 1980–1983. Men det var det forna WHA-laget Edmonton Oilers som dominerade NHL på sena 1980-talet. Spelare som Wayne Gretzky, Mark Messier, Jari Kurri, Kevin Lowe, Adam Graves, Jeff Beukeboom och Esa Tikkanen tog Oilers till höga höjder. Men faktum är att alla de uppräknade spelarna skulle komma att spela för Rangers under 1990-talet.
Lagets bästa spelare under 1980-talet var målvakten John Vanbiesbrouck, som utnämndes till bästa målvakten i NHL 1986, året efter Flyers Pelle Lindbergh hade erövrat trofén. Rangers hade också många svenskar i laget, bland andra Tomas Sandström, Jan Erixon och Kjell Samuelsson. Andra stjärnor som märktes var Mike Gartner, Marcel Dionne och James Patrick.

### 1990-talet

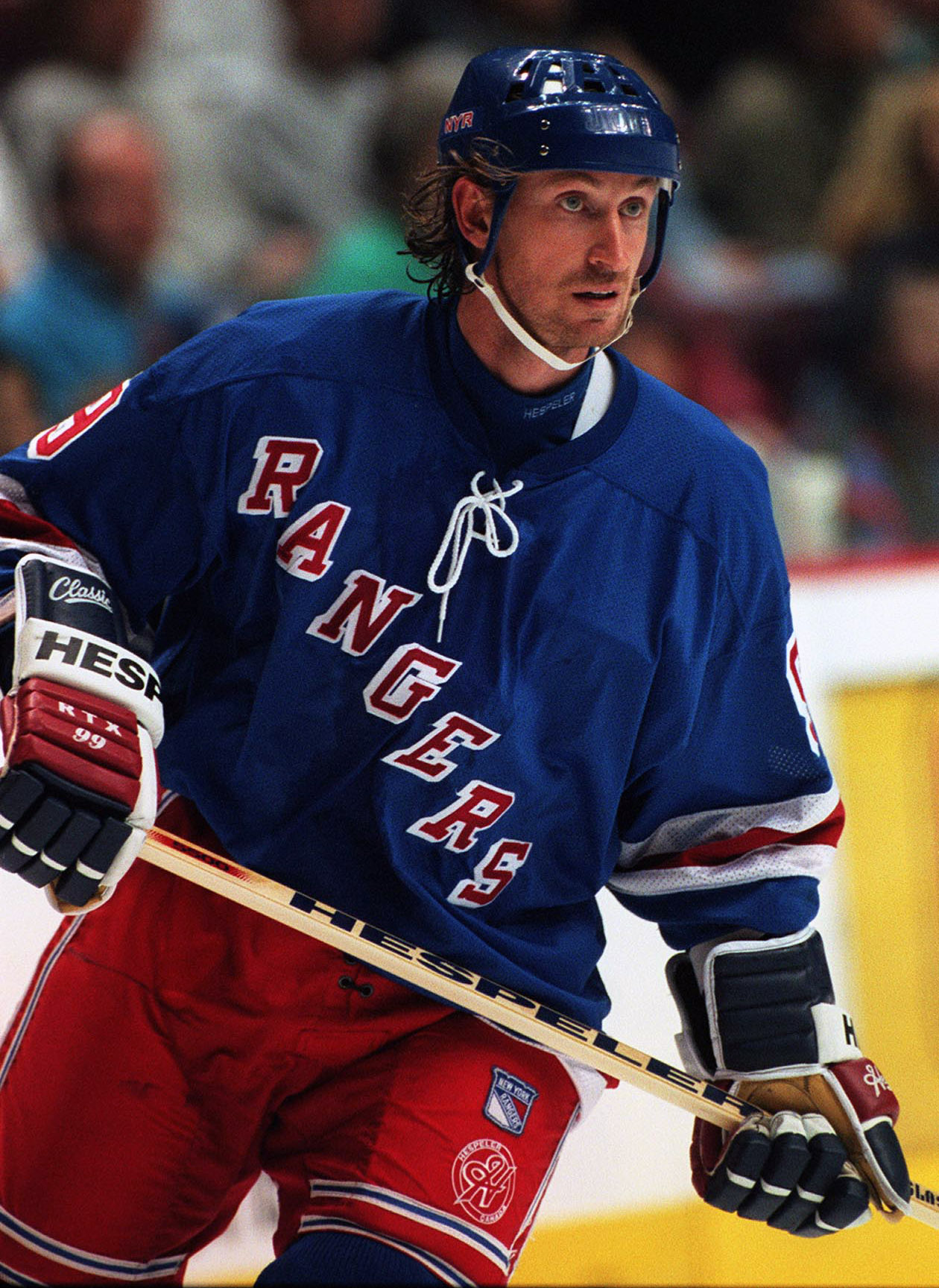
Wayne Gretzky

Rangers hade fått en ny General manager vid namn Neil Smith. I början av 1990-talet köpte han Adam Graves och Mark Messier, som båda kom att betyda mycket för laget. På målvaktssidan hade den unga Mike Richter kommit upp och konkurrerade med Vanbiesbrouck om platsen som förstamålvakt. Under en säsong stod de i mål praktiskt taget varannan match. Vid NHL:s expansion 1993 var Smith tvungen att välja mellan de två och det blev Richter som fick stanna kvar.
1994 blev ett av Rangers bästa år någonsin. De dominerade i grundserien, men i slutspelet gick de inte lika enkelt fram. Laget tog sig ändå till final och med Messier, Graves, Richter och framförallt Brian Leetch tog laget sin fjärde Stanley Cup någonsin, 54 år efter sin förra. Leetch blev mest värdefulla spelare i slutspelet och sen hölls det en parad på Broadway, som New York-borna sent skulle glömma.
Neil Smith köpte många superstjärnor under 1990-talet, men nästan ingen av dem stannade länge i klubben. När världens genom tiderna bästa hockeyspelare Wayne Gretzky kom till klubben 1996 trodde många att nya stordåd var på gång, men Gretzky var i slutet av sin karriär och när Messier lämnade laget året efter började det att gå utför. När Gretzky med # 99 på ryggen slutade med ishockeyn 1999 hade Rangers missat slutspel för andra året i rad.

### 2000-talet
Första årtiondet av 2000-talet var ett av de sämsta årtiondena någonsin för Rangers. Trots att Mark Messier kom tillbaka, och att man införskaffade storstjärnor som Eric Lindros, Jaromír Jágr och Pavel Bure, dröjde det ända till 2006 innan laget tog sig till slutspel igen. Målvaktsproblem dominerade i början av 2000-talet med Mike Richter skadad i omgångar. Målvakter som Mike Dunham, Guy Herbet och Kirk McLean avlöste varandra. 
Efter NHL-lockouten 2004–2005 debuterade svenske målvakten Henrik Lundqvist. Säsongen 2005–2006 blev framgångsrik för Rangers. Laget nådde slutspel för första gången på nio år och Jaromir Jagr var länge med i toppen av NHL:s poängliga. Under säsongen 2006–2007 blev Lundqvist lagets verkliga förstemålvakt, med 70 matcher spelade av 82. Laget gick återigen till slutspel. Även svensken Michael Nylander var en stor stjärna i laget under denna säsong. Laget gick till kvartsfinal, där man åkte ut mot Buffalo Sabres. Under följande sommar värvade Rangers de två stjärnorna Chris Drury (från just Buffalo) och Scott Gomez från ärkerivalen New Jersey Devils och sommaren därpå följde den svenske skyttekungen Markus Näslund.
Säsongen 2008–2009 inledde Rangers i Europa, i Prag närmare bestämt. Rangers mötte Tampa Bay i två matcher och båda matcherna vanns av Rangers med 2-1. Dessa segrar följdes sedan upp med ytterligare tre, vilket var tangerat klubbrekord sett till bästa säsongsstarten. Sviten bröts dock då Buffalo bortaslog Rangers i den sjätte matchen. I mitten av säsongen hamnade Rangers i en lång formsvacka, vilket till slut ledde till att huvudtränaren Tom Renney sparkades den 23 februari och ersattes av John Tortorella.

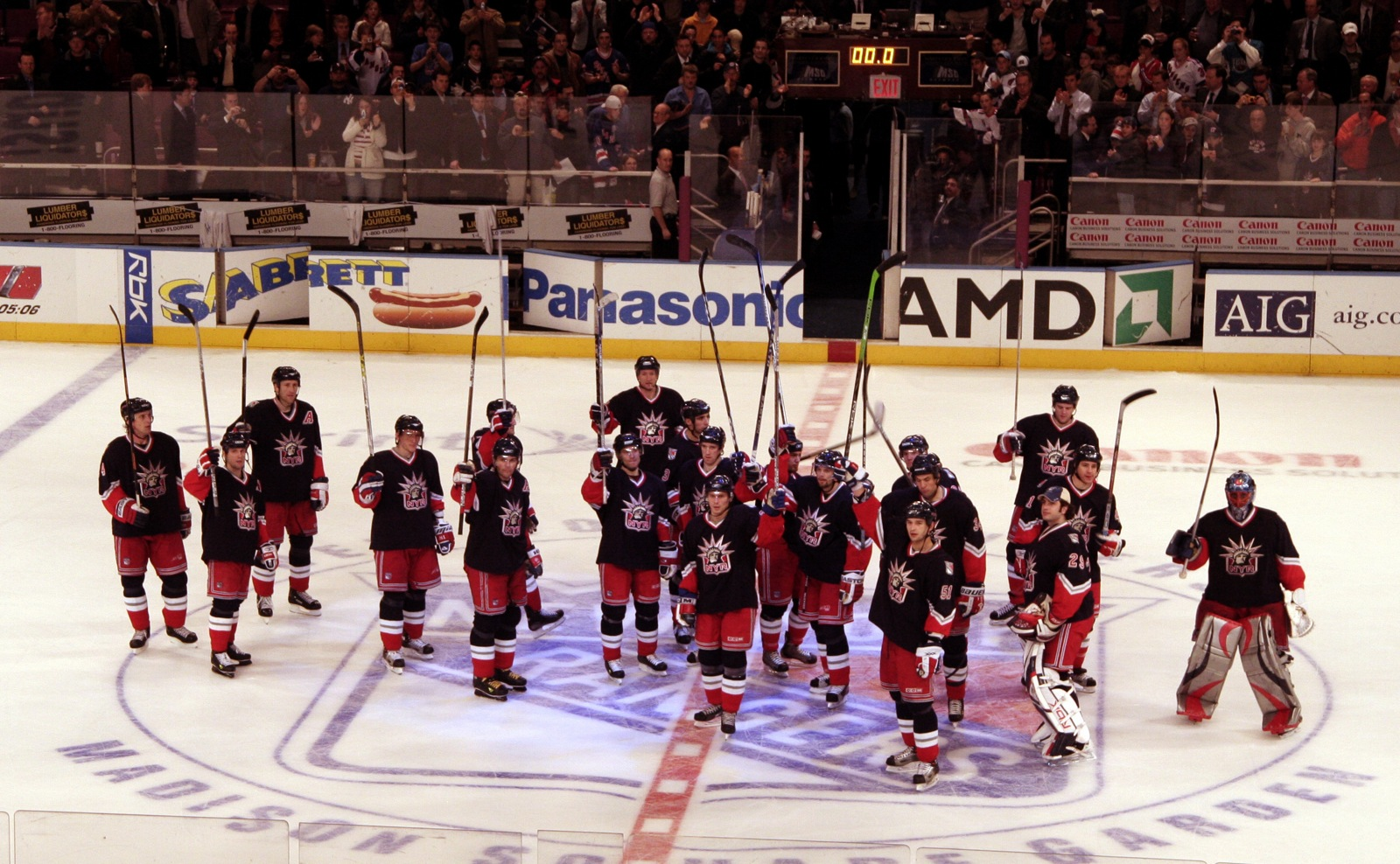
Spelarna tackar publiken efter en match mot New York Islanders.

## Rivalitet
New Jersey Devils finns på cirka 10 kilometers avstånd från Rangers – bara en kort bilresa genom Lincolntunneln. Det är en del av anledningen till att denna rivalitet är så stor, likt ett derby, fast de är från olika städer. 
New York Islanders är den lokala rivalen från Brooklyn.
Philadelphia Flyers mot Rangers är New York kontra Philadelphia. Utöver ishockey råder en stor rivalitet mellan ett antal av städernas klubbar i olika sportgrenar, som New York Knicks–Philadelphia 76ers (basket), New York Giants–Philadelphia Eagles (amerikansk fotboll) och New York Mets–Philadelphia Phillies (Baseboll).
Rangers och Boston Bruins är Original Six-lag, så de har spelat mot varandra ofta. Boston och New York City har rivalitet i många sporter, som New York Yankees–Boston Red Sox (baseboll), Boston Celtics–New York Knicks (basket) och New York Jets–New England Patriots (amerikansk fotboll). En händelse som ökade rivaliteten hände 23 december 1979, då flera av Bostons spelare efter att matchen var slut i Madison Square Garden gick upp i publiken och började slåss med en ranger-fan. Efter detta installerades högre glas i alla NHL arenor för att separera publik och spelare. Det är fortfarande en av de mest kända fan-atletkonfrontationerna inom sporten.

## Resultat i Stanley Cup
- 1927 – Förlorade i första ronden mot Boston Bruins med 3-1.
- 1928 – Vann finalen mot Montreal Maroons med 3-2
- 1929 – Förlorade finalen mot Boston Bruins med 2-0 i matcher.
- 1930 – Förlorade i andra ronden mot Montreal Canadiens med 2-0.
- 1931 – Förlorade i andra ronden mot Chicago Black Hawks med 2-0.
- 1932 – Förlorade i finalen mot Toronto Maple Leafs med 3-0 i matcher.
- 1933 – Vann finalen mot Toronto Maple Leafs med 3-1 i matcher.
- 1934 – Förlorade i första ronden mot Montreal Maroons med 2-1.
- 1935 – Förlorade i andra ronden mot Montreal Maroons med 5-4.
- 1936 – Missade slutspel.
- 1937 – Förlorade i finalen mot Detroit Red Wings med 3–2 i matcher.
- 1938 – Förlorade i första slutspelsomgången mot New York Americans med 2–1 i matcher.
- 1939 – Förlorade i första slutspelsomgången mot Boston Bruins med 4–3 i matcher.
- 1940 – Vann finalen mot Toronto Maple Leafs med 4-2 i matcher.
- 1941 – Förlorade i första rundan mot Detroit Red Wings med 2-1 i matcher.
- 1942 – Förlorade i första rundan mot Toronto Maple Leafs med 4-2 i matcher.
- 1943, 1944, 1945, 1946, 1947 – Missade slutspel.
- 1948 – Förlorade i första slutspelsomgången mot Detroit Red Wings med 4–2 i matcher.
- 1949 – Missade slutspel.
- 1950 – Förlorade i finalen mot Detroit Red Wings med 4-3 i matcher.
- 1951, 1952, 1953, 1954, 1955 – Missade slutspel.
- 1956 – Förlorade i första slutspelsomgången mot Montreal Canadiens med 4-1 i matcher.
- 1957 – Förlorade i första slutspelsomgången mot Montreal Canadiens med 4-1 i matcher.
- 1958 – Förlorade i första slutspelsomgången mot Boston Bruins med 4-2 i matcher.
- 1959, 1960, 1961 – Missade slutspel.
- 1962 – Förlorade i första slutspelsomgången mot Toronto Maple Leafs med 4-2 i matcher
- 1963, 1964, 1965, 1966 – Missade slutspel.
- 1967 – Förlorade i första slutspelsomgången mot Montreal Canadiens med 4–0 i matcher.
- 1968 – Förlorade i första slutspelsomgången mot Chicago Black Hawks med 4–2 i matcher.
- 1969 – Förlorade i första slutspelsomgången mot Montreal Canadiens med 4–0 i matcher.
- 1970 – Förlorade i första ronden mot Boston Bruins med 4-2 i matcher.
- 1971 – Förlorade i andra omgången mot Chicago Black Hawks med 4-3 i matcher.
- 1972 – Förlorade i finalen mot Boston Bruins med 4-2 i matcher.
- 1973 – Förlorade i andra omgången mot Chicago Black Hawks med 4-1 i matcher.
- 1974 – Förlorade i andra omgången mot Philadelphia Flyers med 4-3 i matcher.
- 1975 – Förlorade i första omgången mot New York Islanders med 2-1 i matcher.
- 1976, 1977 – Missade slutspel.
- 1978 – Förlorade i första omgången mot Buffalo Sabres med 2–1 i matcher.
- 1979 – Förlorade i finalen mot Montreal Canadiens med 4–1 i matcher.
- 1980 – Förlorade i andra omgången mot Philadelphia Flyers med 4–1 i matcher.
- 1981 – Förlorade i tredje omgången mot New York Islanders med 4–0 i matcher.
- 1982 – Förlorade i andra omgången mot New York Islanders med 4–2 i matcher.
- 1983 – Förlorade i andra omgången mot New York Islanders med 4–2 i matcher.
- 1984 – Förlorade i första omgången mot New York Islanders med 3–2 i matcher.
- 1985 – Förlorade i första omgången mot Philadelphia Flyers med 3–0 i matcher.
- 1986 – Förlorade i tredje omgången mot Montreal Canadiens med 4–1 i matcher.
- 1987 – Förlorade i första omgången mot Philadelphia Flyers med 4–2 i matcher.
- 1988 – Missade slutspel.
- 1989 – Förlorade i första omgången mot Pittsburgh Penguins med 4–0 i matcher.
- 1990 – Förlorade i andra omgången mot Washington Capitals med 4–1 i matcher.
- 1991 – Förlorade i första omgången mot Washington Capitals med 4–2 i matcher.
- 1992 – Förlorade i andra omgången mot Pittsburgh Penguins med 4–2 i matcher.
- 1993 – Missade slutspel.
- 1994 – Vann finalen mot Vancouver Canucks med 4-3 i matcher.
- 1995 – Förlorade i andra omgången mot Philadelphia Flyers med 4–0 i matcher.
- 1996 – Förlorade i andra omgången mot Pittsburgh Penguins med 4–1 i matcher.
- 1997 – Förlorade i tredje omgången mot Philadelphia Flyers med 4–1 i matcher.
- 1998, 1999, 2000, 2001, 2002, 2003, 2004 – Missade slutspel.
- 2005 – Lockout
- 2006 – Förlorade i första ronden mot New Jersey Devils med 4–0 i matcher.
- 2007 – Förlorade i andra ronden mot Buffalo Sabres med 4–2 i matcher.
- 2008 – Förlorade i andra ronden mot Pittsburgh Penguins med 4–1 i matcher.
- 2009 – Förlorade i första ronden mot Washington Capitals med 4–3 i matcher.
- 2010 – Missade slutspel
- 2011 – Förlorade i första ronden mot Washington Capitals med 4–1 i matcher.
- 2012 – Förlorade i tredje ronden mot New Jersey Devils med 4–2 i matcher.
- 2013 – Förlorade i andra ronden mot Boston Bruins med 4–1 i matcher.
- 2014 – Förlorade finalen mot Los Angeles Kings med 4–1 i matcher.
- 2015 – Förlorade i tredje ronden mot Tampa Bay Lightning med 4–3 i matcher.
- 2016 – Förlorade i första ronden mot Pittsburgh Penguins med 4–1 i matcher.
- 2017 – Förlorade i andra ronden mot Ottawa Senators med 4–2 i matcher.
- 2018, 2019 – Missade slutspel.
- 2020 – Förlorade i kvalificeringsrundan mot Carolina Hurricanes med 3–0 i matcher.
- 2021 – Missade slutspel.
- 2022 – Förlorade i tredje ronden mot Tampa Bay Lightning med 4–2 i matcher.
- 2023 – Förlorade i första ronden mot New Jersey Devils med 4–3 i matcher.
- 2024 – Förlorade i tredje ronden mot Florida Panthers med 4–2 i matcher.
- 2025 – Missade slutspel.

## Nuvarande spelartrupp

### Spelartruppen 2025/2026
Senast uppdaterad: 18 augusti 2025.

Alla spelare som har kontrakt med New York Rangers och har spelat för dem under aktuell säsong listas i spelartruppen. Spelarnas löner är i amerikanska dollar och är vad de skulle få ut om de vore i NHL-truppen under hela grundserien (oktober–april). Löner i kursiv stil är ej bekräftade.
| Målvakter                                                                                     | Målvakter | Målvakter                 | Målvakter          | Målvakter   | Målvakter | Målvakter | Målvakter      | Målvakter                   | Målvakter | Målvakter |
| Nr                                                                                            |           | Namn                      | Namn               | Lön 25/26   |           | Kontrakt  | Kom till laget | Kom ifrån                   |           |           |
| --------------------------------------------------------------------------------------------- | --------- | ------------------------- | ------------------ | ----------- | --------- | --------- | -------------- | --------------------------- | --------- | --------- |
| 31                                                                                            | Ryssland  | Igor Sjestiorkin          | Igor Sjestiorkin   | $15 825 000 | [ 15 ]    | 2033      | 2020           | Hartford Wolf Pack          |           |           |
| 32                                                                                            | USA       | Jonathan Quick            | Jonathan Quick     | $1 550 000  | [ 16 ]    | 2026      | 2023           | Vegas Golden Knights        |           |           |
| 33                                                                                            | Kanada    | Dylan Garand              | Dylan Garand       | $775 000    | [ 17 ]    | 2026      | 2022           | Kamloops Blazers            |           |           |
| 40                                                                                            | Kanada    | Talyn Boyko               | Talyn Boyko        | $775 000    | [ 18 ]    | 2026      | 2022           | Kelowna Rockets             |           |           |
| 80                                                                                            | Sverige   | Hugo Ollas                | Hugo Ollas         | $855 000    | [ 19 ]    | 2026      | 2024           | Merrimack Warriors          |           |           |
| --                                                                                            | Kanada    | Callum Tung               | Callum Tung        | $872 500    | [ 20 ]    | 2028      | 2025           | Connecticut Huskies         |           |           |
| Backar                                                                                        |           |                           |                    |             |           |           |                |                             |           |           |
| Nr                                                                                            |           | Namn                      | Namn               | Lön 25/26   |           | Kontrakt  | Kom till laget | Kom ifrån                   |           |           |
| 3                                                                                             | USA       | Will Borgen               | Will Borgen        | $5 000 000  | [ 21 ]    | 2030      | 2024           | Seattle Kraken              |           |           |
| 4                                                                                             | Kanada    | Braden Schneider          | Braden Schneider   | $2 640 000  | [ 22 ]    | 2026      | 2022           | Hartford Wolf Pack          |           |           |
| 14                                                                                            | USA       | Connor Mackey             | Connor Mackey      | $775 000    | [ 23 ]    | 2026      | 2024           | Hartford Wolf Pack          |           |           |
| 18                                                                                            | Finland   | Urho Vaakanainen          | Urho Vaakanainen   | $1 650 000  | [ 24 ]    | 2027      | 2024           | Anaheim Ducks               |           |           |
| 23                                                                                            | USA       | Adam Fox                  | Adam Fox           | $9 500 000  | [ 25 ]    | 2029      | 2019           | Harvard Crimson             |           |           |
| 24                                                                                            | Kanada    | Carson Soucy              | Carson Soucy       | $2 500 000  | [ 26 ]    | 2026      | 2025           | Vancouver Canucks           |           |           |
| 29                                                                                            | Kanada    | Matthew Robertson         | Matthew Robertson  | $775 000    | [ 27 ]    | 2027      | 2025           | Hartford Wolf Pack          |           |           |
| 58                                                                                            | Kanada    | Brandon Scanlin           | Brandon Scanlin    | $775 000    | [ 28 ]    | 2026      | 2024           | Hartford Wolf Pack          |           |           |
| --                                                                                            | USA       | Jackson Dorrington        | Jackson Dorrington | $855 000    | [ 29 ]    | 2028      | 2025           | Northeastern Huskies        |           |           |
| --                                                                                            | USA       | Casey Fitzgerald          | Casey Fitzgerald   | $775 000    | [ 30 ]    | 2026      | 2024           | Charlotte Checkers          |           |           |
| --                                                                                            | Ryssland  | Vladislav Gavrikov        | Vladislav Gavrikov | $7 000 000  | [ 31 ]    | 2032      | 2025           | Los Angeles Kings           |           |           |
| --                                                                                            | USA       | Scott Morrow              | Scott Morrow       | $925 000    | [ 32 ]    | 2026      | 2025           | Chicago Wolves              |           |           |
| --                                                                                            | Kanada    | Derrick Pouliot           | Derrick Pouliot    | $775 000    | [ 33 ]    | 2027      | 2025           | Syracuse Crunch             |           |           |
| Forwards                                                                                      |           |                           |                    |             |           |           |                |                             |           |           |
| Nr                                                                                            |           | Namn                      | Pos                | Lön 25/26   |           | Kontrakt  | Kom till laget | Kom ifrån                   |           |           |
| 8                                                                                             | USA       | J.T. Miller               | C/YF               | $9 000 000  | [ 34 ]    | 2030      | 2025           | Vancouver Canucks           |           |           |
| 10                                                                                            | Ryssland  | Artemij Panarin − A       | VF                 | $8 000 000  | [ 35 ]    | 2026      | 2019           | Columbus Blue Jackets       |           |           |
| 13                                                                                            | Kanada    | Alexis Lafrenière1 − 2020 | VF/HF              | $10 000 000 | [ 36 ]    | 2032      | 2020           | Océanic de Rimouski         |           |           |
| 16                                                                                            | USA       | Vincent Trocheck          | C/HF               | $6 000 000  | [ 37 ]    | 2029      | 2022           | Carolina Hurricanes         |           |           |
| 22                                                                                            | USA       | Jonny Brodzinski          | C                  | $800 000    | [ 38 ]    | 2026      | 2023           | Hartford Wolf Pack          |           |           |
| 25                                                                                            | Sverige   | Anton Blidh               | VF/HF              | $775 000    | [ 39 ]    | 2027      | 2024           | Hartford Wolf Pack          |           |           |
| 38                                                                                            | Slovakien | Adam Sýkora               | VF/HF              | $775 000    | [ 40 ]    | 2027      | 2023           | HK Nitra                    |           |           |
| 39                                                                                            | Kanada    | Sam Carrick               | HF/C               | $1 000 000  | [ 41 ]    | 2027      | 2024           | Edmonton Oilers             |           |           |
| 47                                                                                            | Kanada    | Bryce McConnell-Barker    | C                  | $870 000    | [ 42 ]    | 2027      | 2024           | Sault Ste. Marie Greyhounds |           |           |
| 49                                                                                            | Tjeckien  | Jaroslav Chmelař          | HF                 | $867 500    | [ 43 ]    | 2027      | 2024           | Providence Friars           |           |           |
| 50                                                                                            | Kanada    | Will Cuylle               | VF                 | $3 120 000  | [ 44 ]    | 2027      | 2023           | Hartford Wolf Pack          |           |           |
| 54                                                                                            | Kanada    | Dylan Roobroeck           | C                  | $850 000    | [ 45 ]    | 2027      | 2024           | Oshawa Generals             |           |           |
| 65                                                                                            | USA       | Brett Berard              | VF                 | $867 500    | [ 46 ]    | 2026      | 2024           | Hartford Wolf Pack          |           |           |
| 71                                                                                            | Finland   | Juuso Pärssinen           | C                  | $1 200 000  | [ 47 ]    | 2027      | 2025           | Colorado Avalanche          |           |           |
| 73                                                                                            | Kanada    | Matt Rempe                | C                  | $975 000    | [ 48 ]    | 2027      | 2024           | Hartford Wolf Pack          |           |           |
| 78                                                                                            | Kanada    | Brennan Othmann           | VF                 | $832 500    | [ 49 ]    | 2026      | 2025           | Hartford Wolf Pack          |           |           |
| 84                                                                                            | Sverige   | Adam Edström              | C                  | $975 000    | [ 50 ]    | 2027      | 2023           | Hartford Wolf Pack          |           |           |
| 93                                                                                            | Sverige   | Mika Zibanejad – A        | C                  | $10 000 000 | [ 51 ]    | 2030      | 2016           | Ottawa Senators             |           |           |
| 94                                                                                            | USA       | Gabe Perreault            | HF                 | $950 000    | [ 52 ]    | 2027      | 2025           | Boston College Eagles       |           |           |
| 97                                                                                            | Finland   | Kalle Väisänen            | VF                 | $865 000    | [ 53 ]    | 2027      | 2024           | HC TPS                      |           |           |
| --                                                                                            | USA       | Brendan Brisson           | C/YF               | $775 000    | [ 54 ]    | 2026      | 2025           | Henderson Silver Knights    |           |           |
| --                                                                                            | Kanada    | Justin Dowling            | C/VF               | $775 000    | [ 55 ]    | 2027      | 2025           | New Jersey Devils           |           |           |
| --                                                                                            | Kanada    | Trey Fix-Wolansky         | HF                 | $775 000    | [ 56 ]    | 2026      | 2025           | Cleveland Monsters          |           |           |
| --                                                                                            | USA       | Noah Laba                 | C                  | $870 000    | [ 57 ]    | 2027      | 2025           | Colorado College Tigers     |           |           |
| --                                                                                            | Kanada    | Taylor Raddysh            | HF                 | $1 500 000  | [ 58 ]    | 2027      | 2025           | Washington Capitals         |           |           |
| --                                                                                            | USA       | Carey Terrance            | C                  | $870 000    | [ 59 ]    | 2028      | 2025           | Erie Otters                 |           |           |
| Positioner: C – HF – VF – YF \| C = Lagkapten; A = Assisterande lagkapten \| = Långtidsskadad |           |                           |                    |             |           |           |                |                             |           |           |

#### Spelargalleri

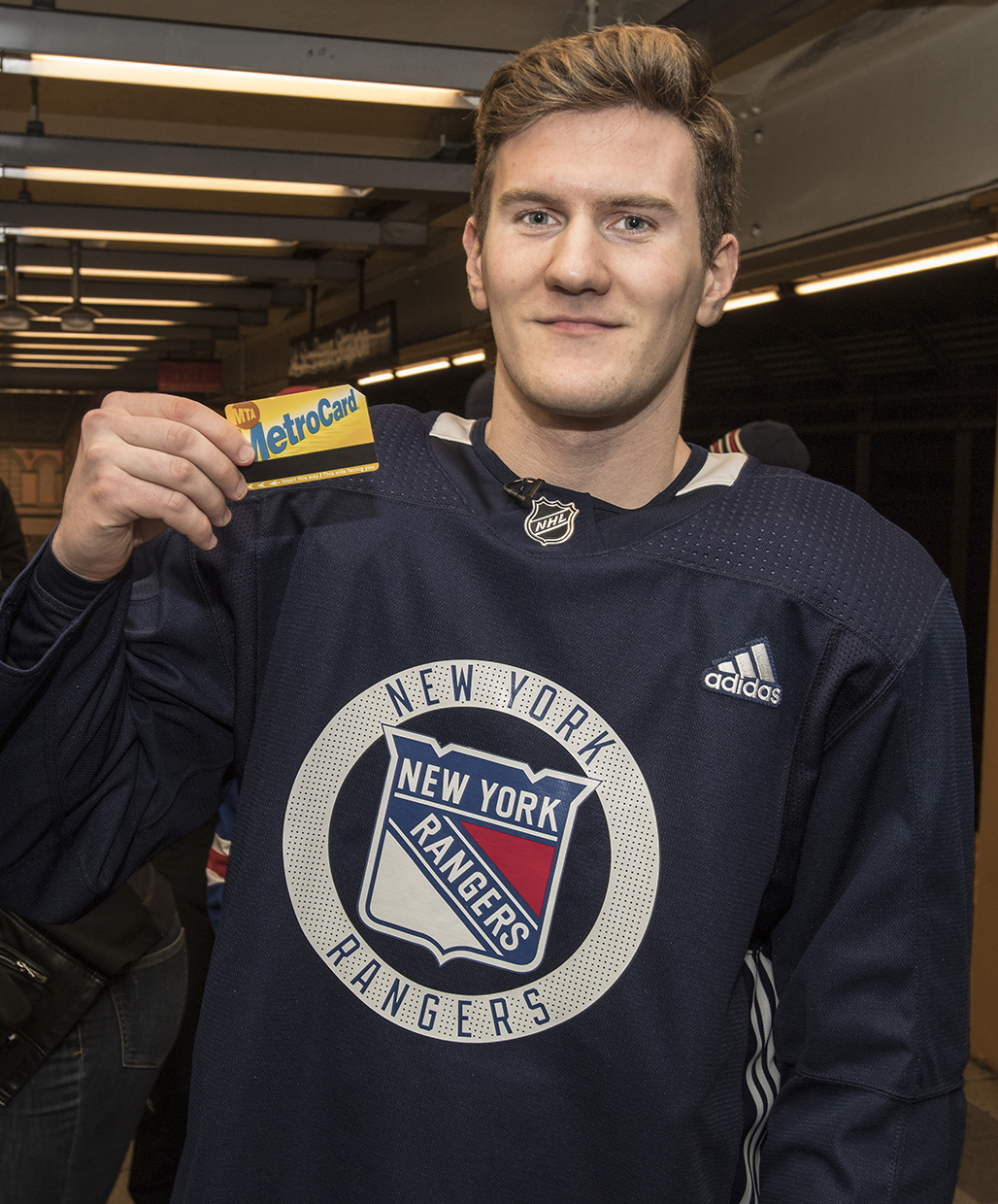
Adam Fox
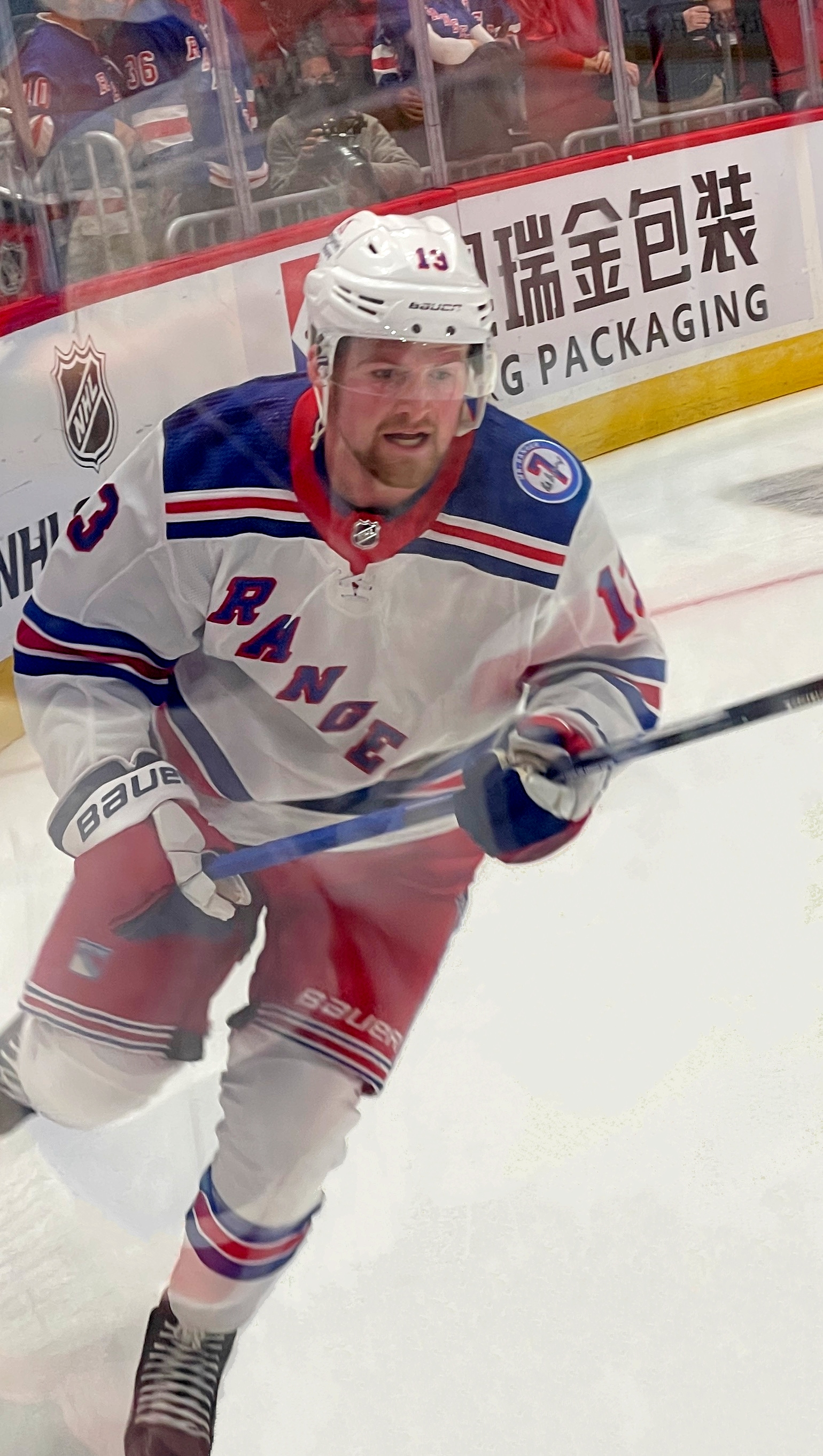
Alexis Lafrenière
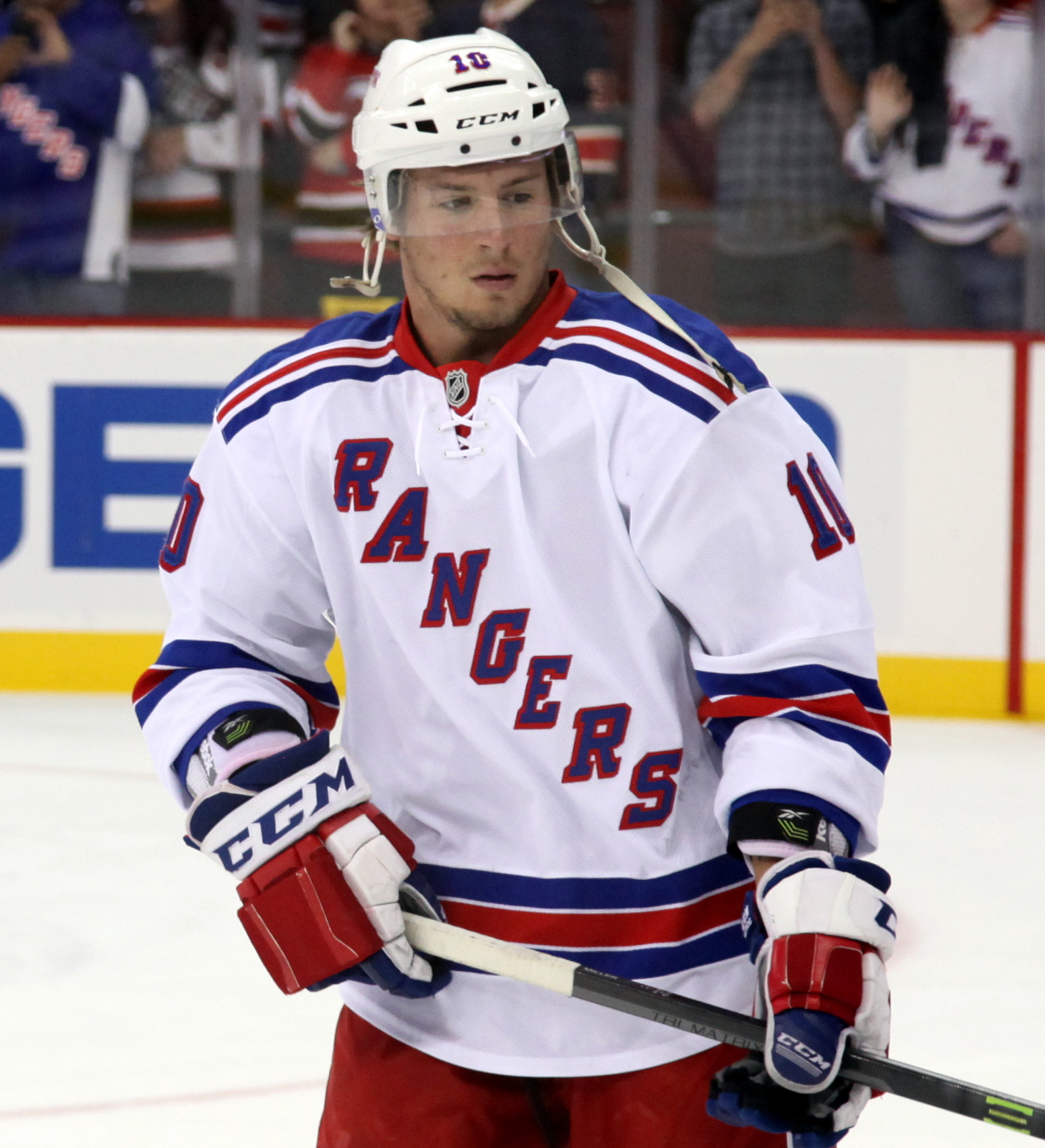
J.T. Miller
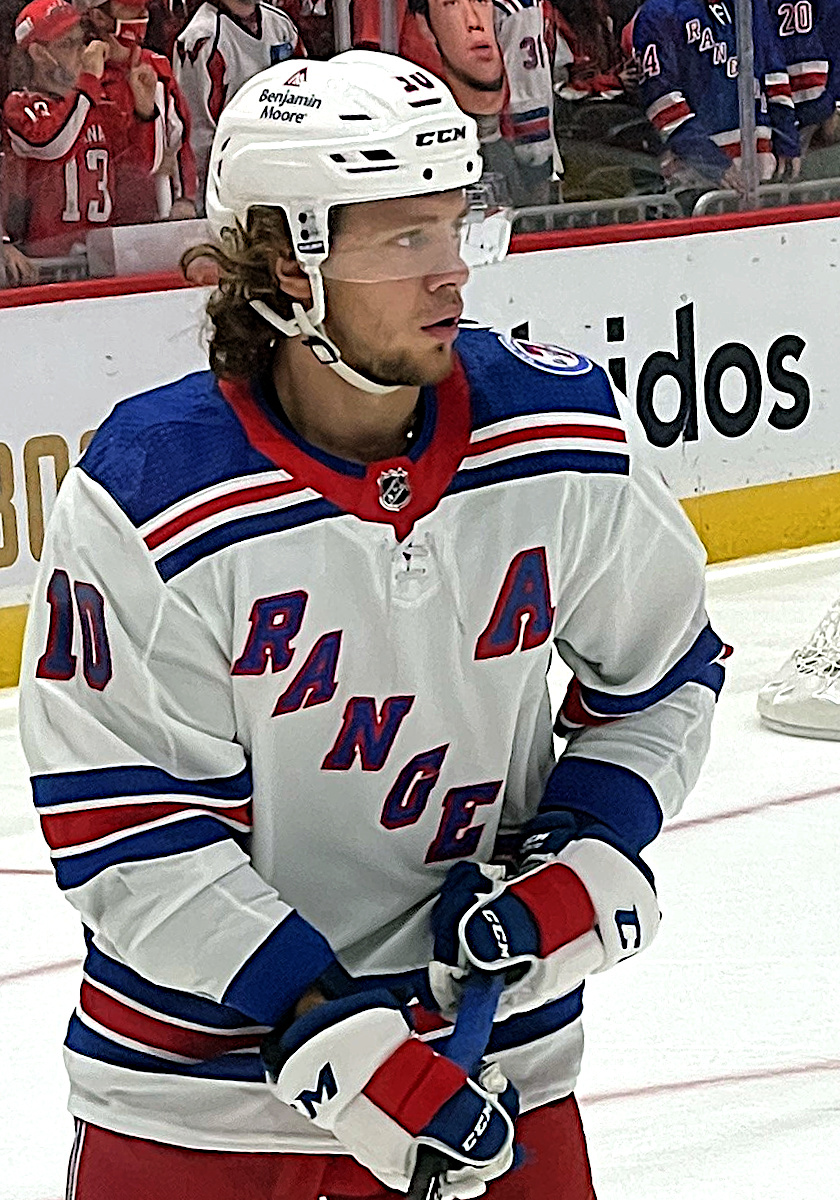
Artemij Panarin
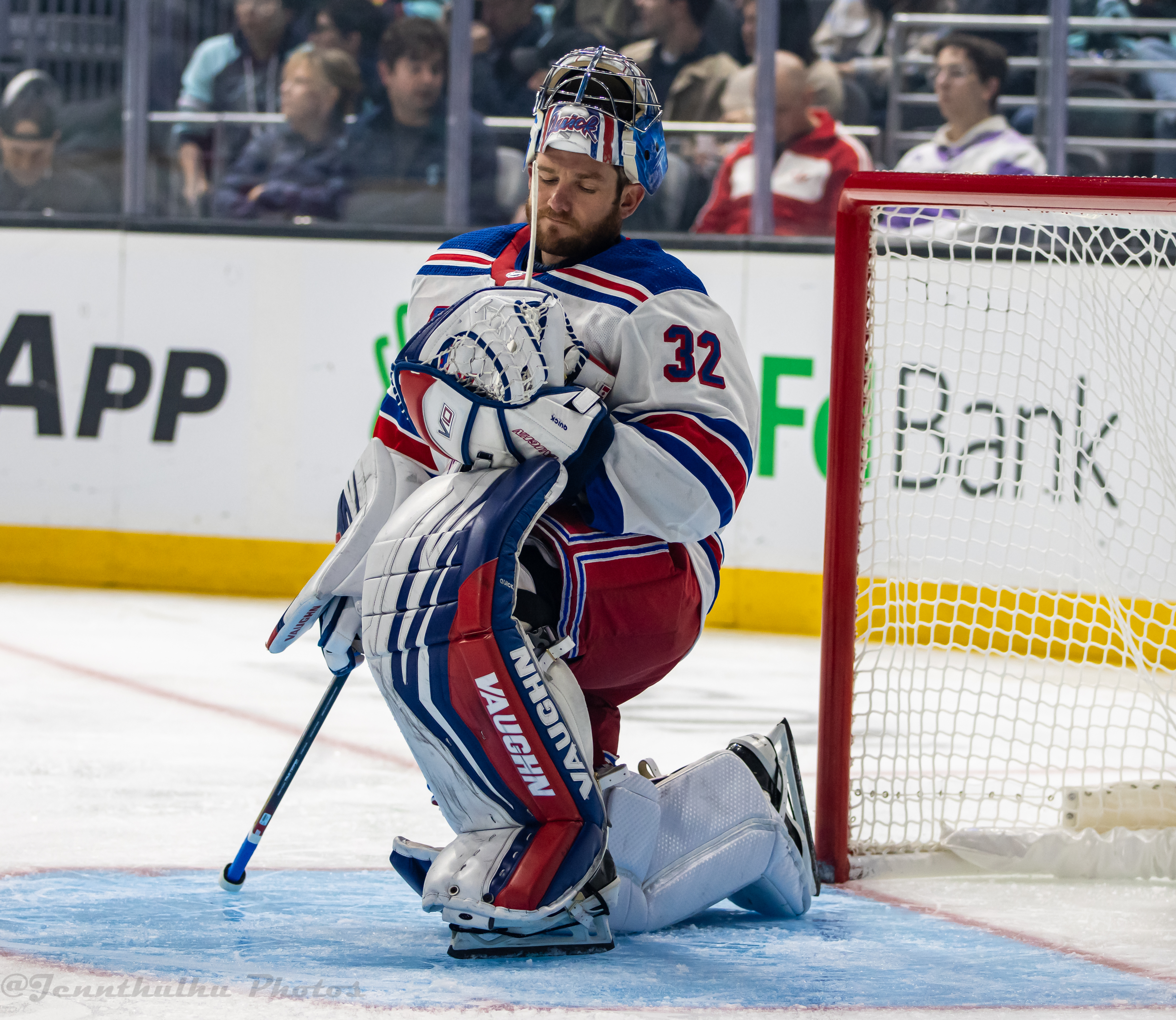
Jonathan Quick
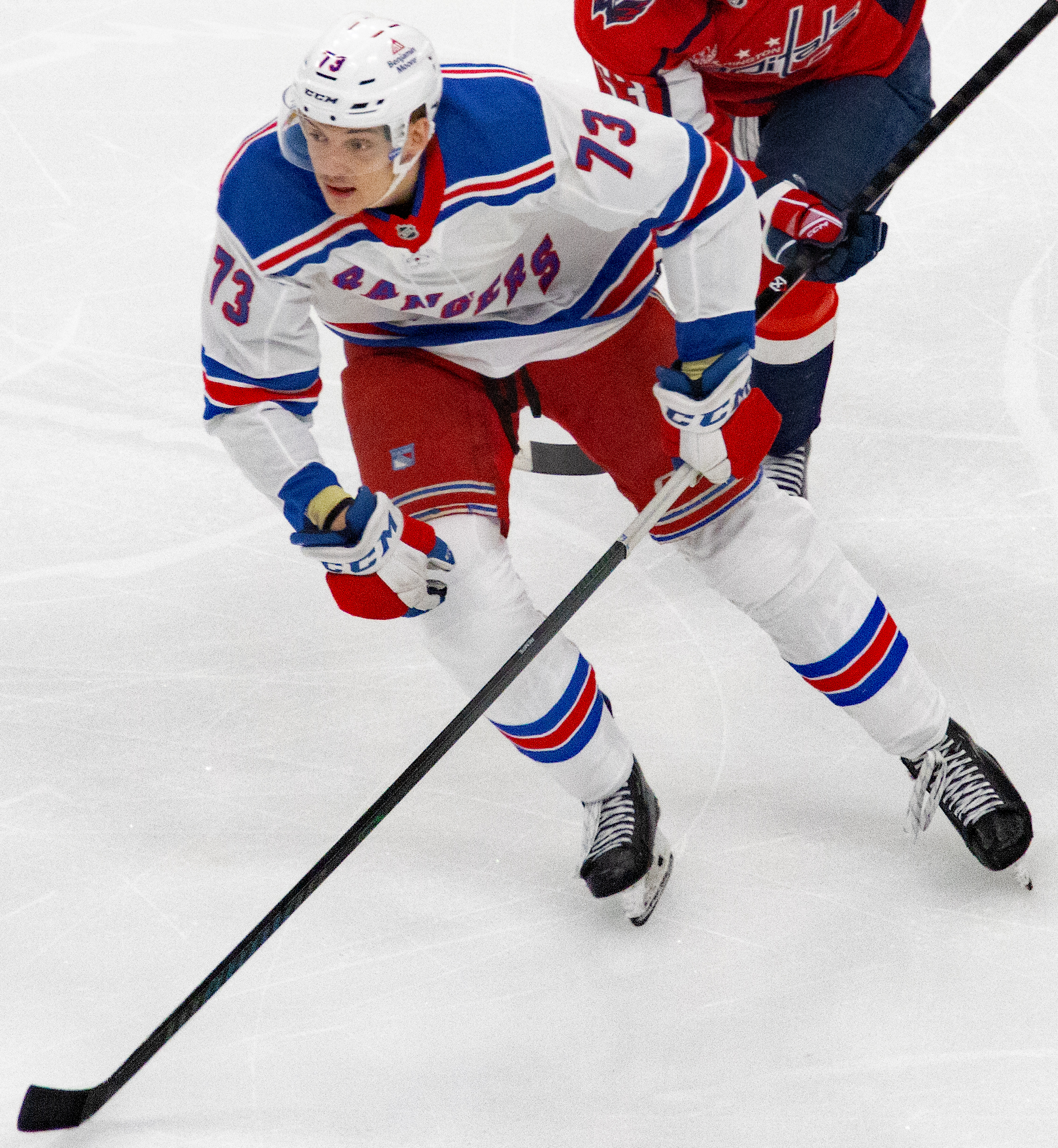
Matt Rempe
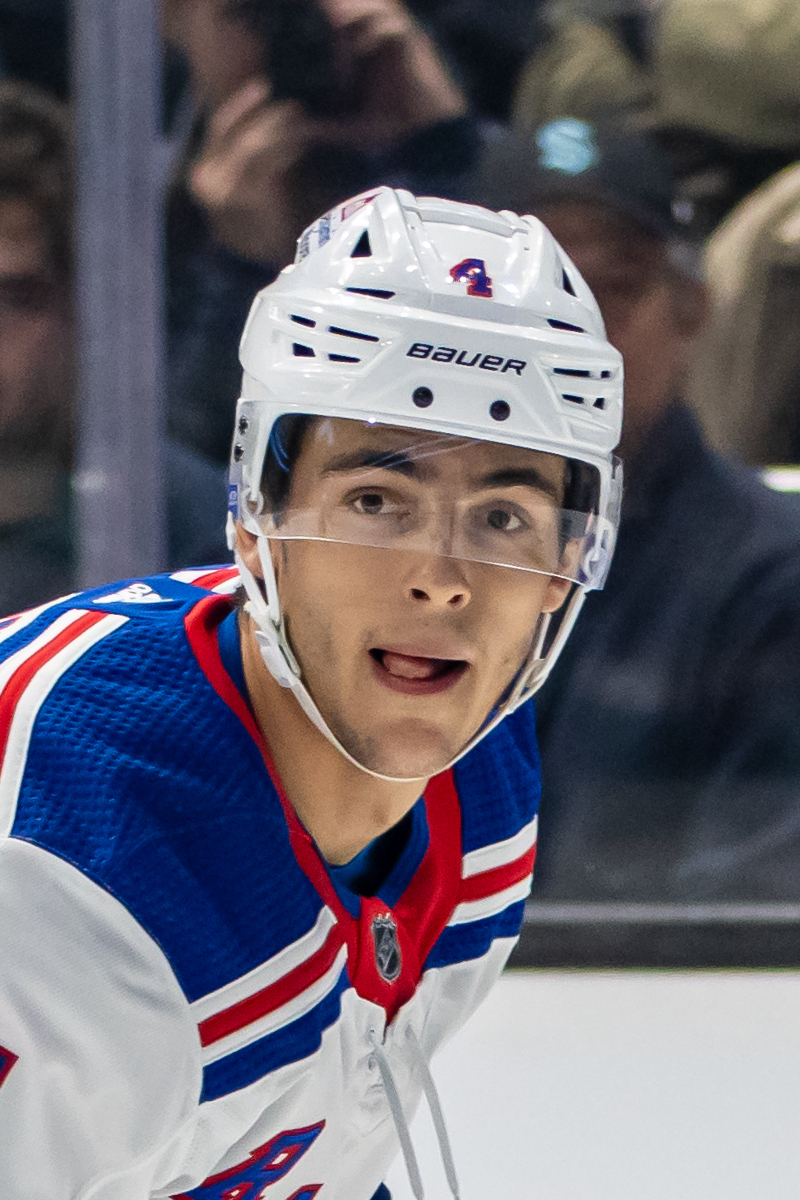
Braden Schneider
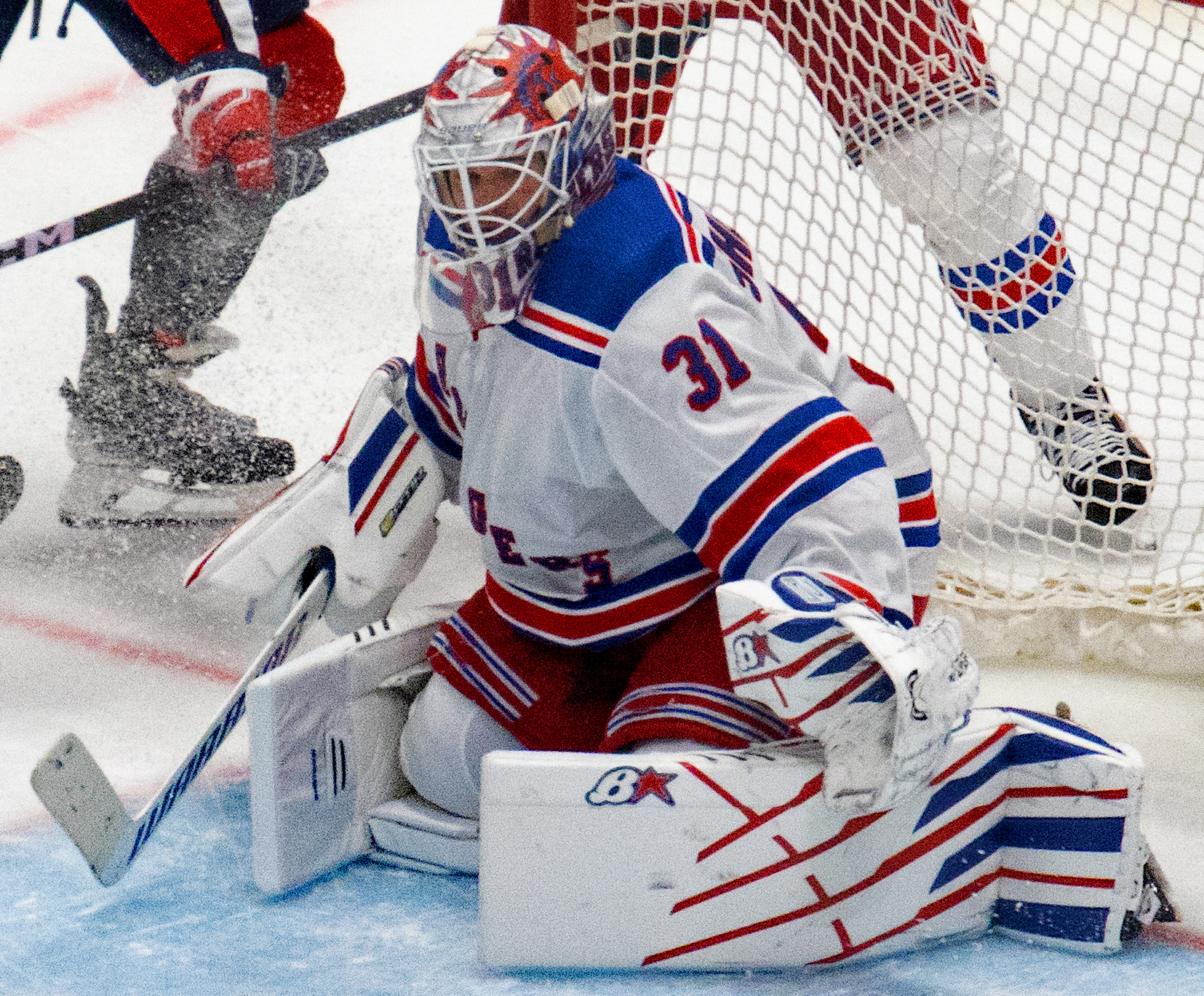
Igor Sjestiorkin
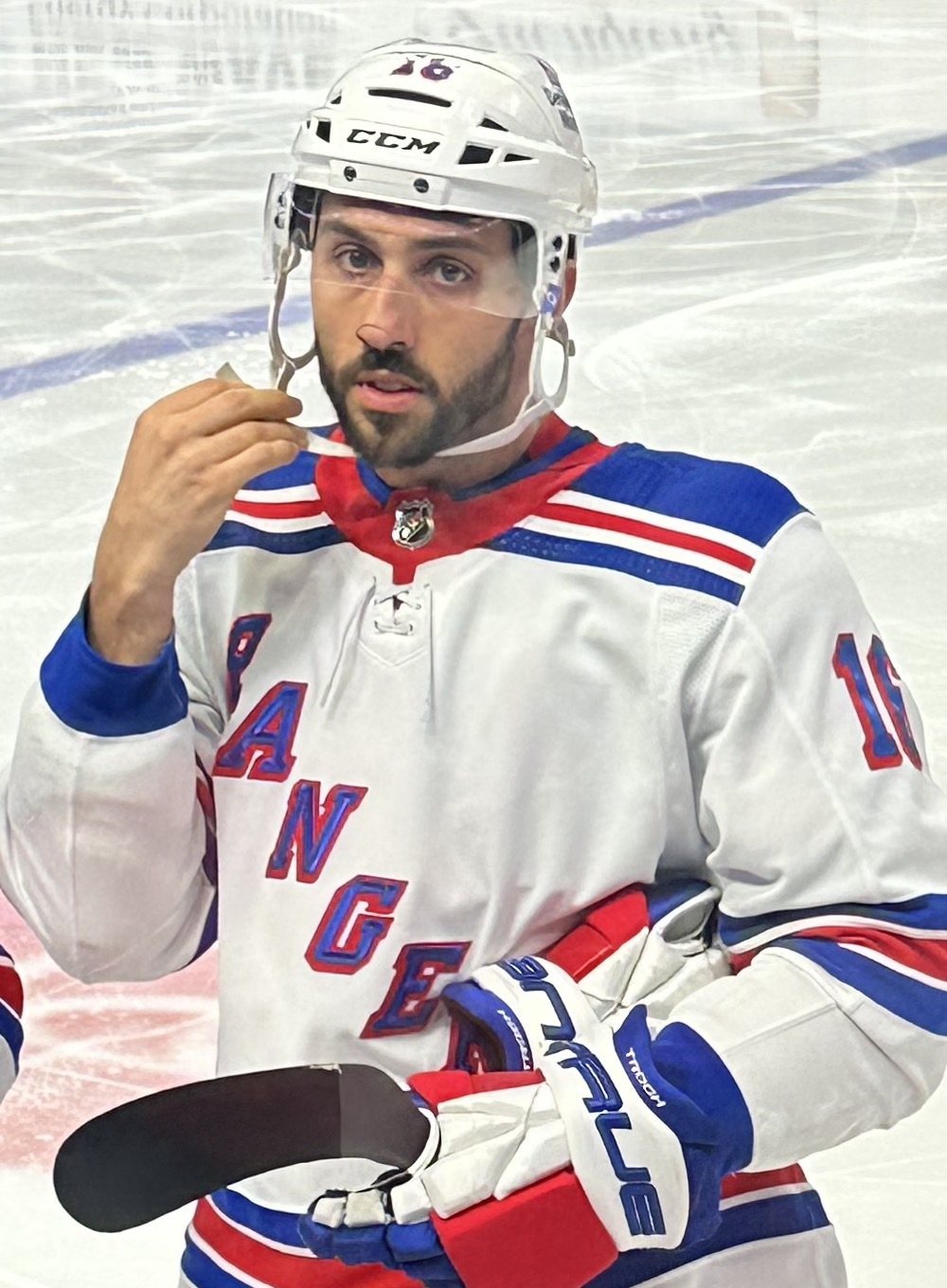
Vincent Trocheck

## Staben

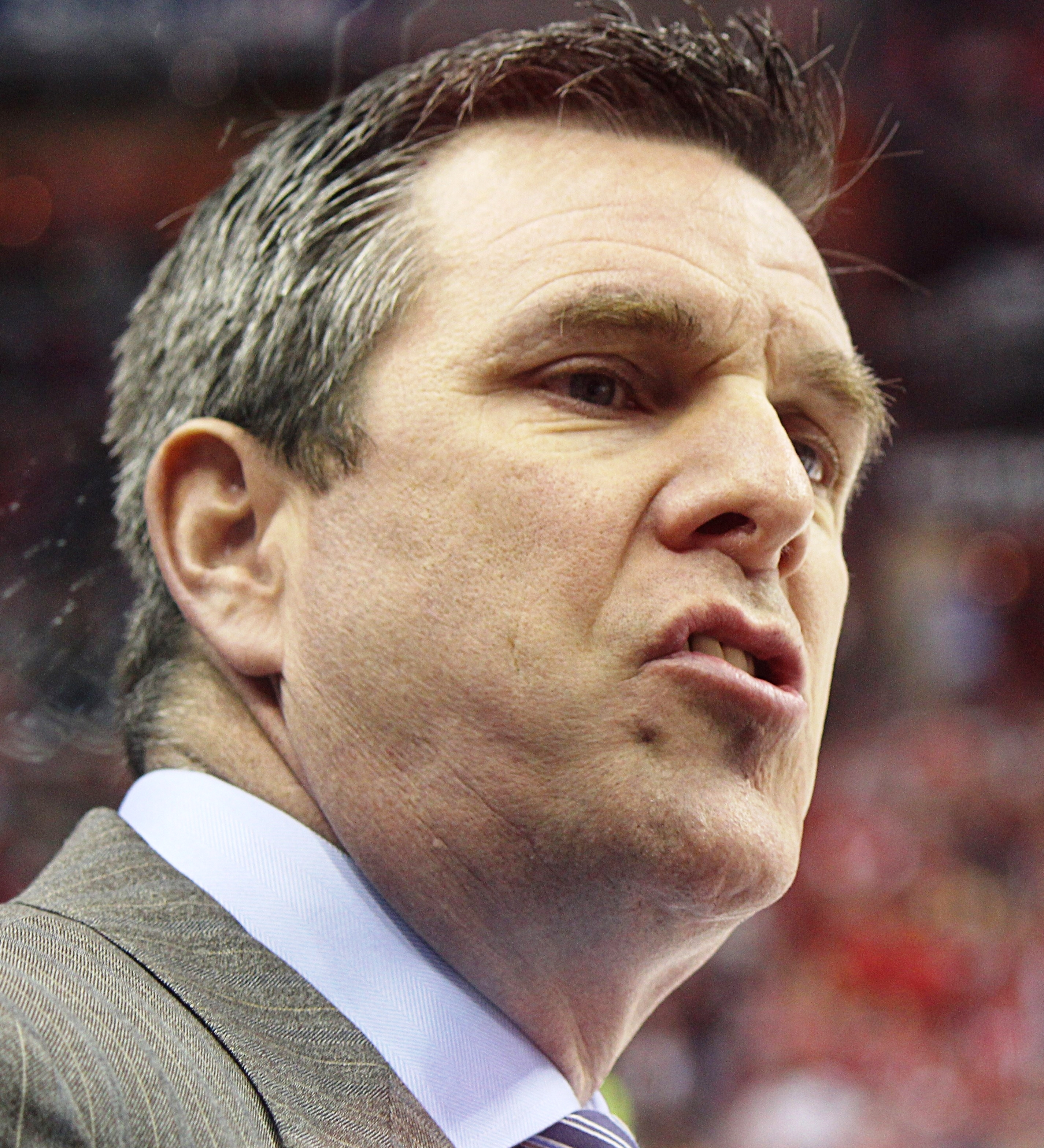
Mike Sullivan, 2016.

Uppdaterat: 3 maj 2025
| Yrkestitel                                             | Namn            |
| ------------------------------------------------------ | --------------- |
| Ordförande                                             | James L. Dolan  |
| President för ishockeyverksamheten och general manager | Chris Drury     |
| Rådgivare till president                               | Mike Barnett    |
| Rådgivare för ishockeyfrågor                           | Mike Grier      |
|                                                        | Brad Richards   |
| Rådgivare                                              | Doug Risebrough |
| Tränare                                                | Mike Sullivan   |
| Assisterande tränare                                   | Dan Muse        |
|                                                        | Michael Peca    |
| Chef för målvaktsträningen                             | Benoit Allaire  |
| Målvaktstränare                                        | Jeff Malcolm    |
| Videocoach                                             | Jerry Dineen    |
| Chef för spelarutveckling                              | Jed Ortmeyer    |
| Biträdande chef för spelarutveckling                   | Tanner Glass    |
|                                                        | Tuomo Ruutu     |

## Utmärkelser

### Pensionerade nummer

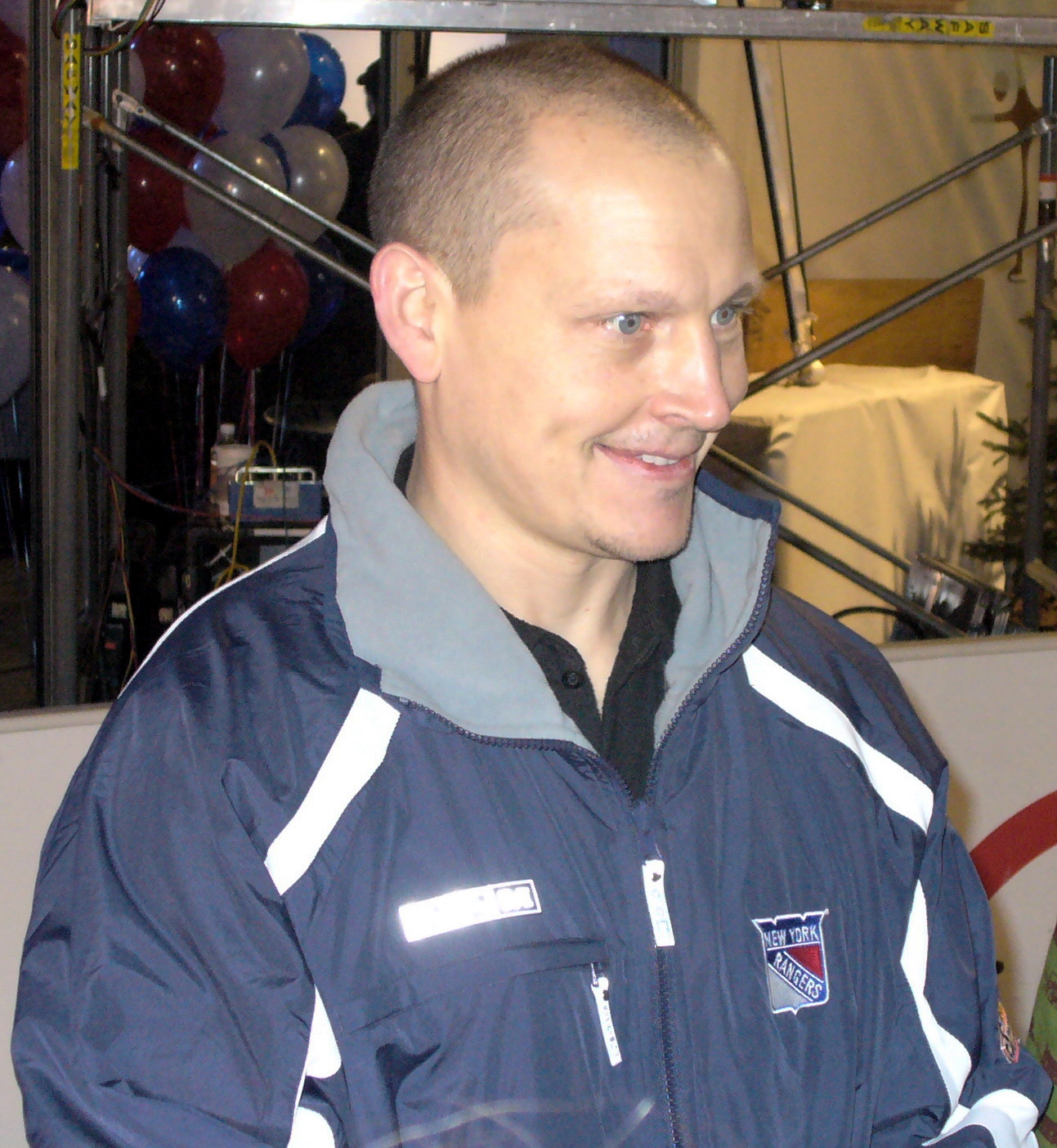
Adam Graves

Elva spelares nummer har blivit "pensionerade" av klubben, det vill säga ingen annan spelare kommer någonsin att få använda samma nummer i New York Rangers. Ytterligare ett nummer har blivit pensionerat av själva ligan.
| - #1 Eddie Giacomin, 1965–1975 - #2 Brian Leetch, 1987–2003 - #3 Harry Howell, 1952–1969 - #7 Rod Gilbert, 1961–1978 | - #9 Andy Bathgate, 1952–1964 - #9 Adam Graves, 1991–2001 - #11 Vic Hadfield, 1961–1974 - #11 Mark Messier, 1991–1997, 2000–2004 | - #19 Jean Ratelle, 1960–1976 - #35 Mike Richter, 1990–2003 - #30 Henrik Lundqvist 2005-2020 - #99 Wayne Gretzky, 1996–1999 (NHL) |

### Hall of Famers
Källa: 

#### Spelare
| - Howie Morenz (Invald 1945) - Spelade i Rangers mellan 1935 och 1936. - Bill Cook (Invald 1952) - Spelade i Rangers mellan 1926 och 1937. - Frank Boucher (Invald 1958) - Spelade i Rangers mellan 1926 och 1944. - Ching Johnson (Invald 1958) - Spelade i Rangers mellan 1926 och 1937. - Earl Siebert (Invald 1963) - Spelade i Rangers mellan 1931 och 1936. - Doug Bentley (Invald 1964) - Spelade i Rangers mellan 1953 och 1954. - Babe Siebert (Invald 1964) - Spelade i Rangers mellan 1932 och 1935. - Max Bentley (Invald 1966) - Spelade i Rangers mellan 1953 och 1954. - Babe Pratt (Invald 1966) - Spelade i Rangers mellan 1936 och 1942. - Neil Colville (Invald 1967) - Spelade i Rangers mellan 1936 och 1949. - Bryan Hextall (Invald 1969) - Spelade i Rangers mellan 1936 och 1948. - Bill Gadsby (Invald 1970) - Spelade i Rangers mellan 1954 och 1961. - Terry Sawchuk (Invald 1971) - Spelade i Rangers mellan 1969 och 1970. - Bernie Geoffrion (Invald 1972) - Spelade i Rangers mellan 1966 och 1968. - Doug Harvey (Invald 1973) - Spelade i Rangers mellan 1961 och 1962 samt 1963 och 1964. - Chuck Rayner (Invald 1973) - Spelade i Rangers mellan 1945 och 1955. | - Art Coulter (Invald 1974) - Spelade i Rangers mellan 1935 och 1942. - Johnny Bower (Invald 1976) - Spelade i Rangers mellan 1953 och 1954. - Tim Horton (Invald 1977) - Spelade i Rangers mellan 1970 och 1971. - Jacques Plante (Invald 1978) - Spelade i Rangers mellan 1963 och 1965. - Harry Howell (Invald 1979) - Spelade i Rangers mellan 1952 och 1969. - Harry Lumley (Invald 1980) - Spelade i Rangers 1943. - Lynn Patrick (Invald 1980) - Spelade i Rangers mellan 1934 och 1943 samt 1945 och 1946. - Gump Worsley (Invald 1980) - Spelade i Rangers mellan 1952 och 1963. - Allan Stanley (Invald 1981) - Spelade i Rangers mellan 1948 och 1954. - Rod Gilbert (Invald 1982) - Spelade i Rangers mellan 1960 och 1978. - Phil Esposito (Invald 1984) - Spelade i Rangers mellan 1975 och 1981. - Jean Ratelle (Invald 1985) - Spelade i Rangers mellan 1960 och 1975. - Eddie Giacomin (Invald 1987) - Spelade i Rangers mellan 1965 och 1975. - Guy Lafleur (Invald 1988) - Spelade i Rangers mellan 1988 och 1989. - Buddy O'Connor (Invald 1988) - Spelade i Rangers mellan 1947 och 1951. - Brad Park (Invald 1988) - Spelade i Rangers mellan 1968 och 1975. | - Clint Smith (Invald 1991) - Spelade i Rangers mellan 1937 och 1943. - Marcel Dionne (Invald 1992) - Spelade i Rangers mellan 1986 och 1989. - Edgar Laprade (Invald 1993) - Spelade i Rangers mellan 1945 och 1955. - Wayne Gretzky (Invald 1999) - Spelade i Rangers mellan 1996 och 1999. - Mike Gartner (Invald 2001) - Spelade i Rangers mellan 1990 och 1994. - Jari Kurri (Invald 2001) - Spelade i Rangers 1996. - Pat LaFontaine (Invald 2003) - Spelade i Rangers mellan 1997 och 1998. - Dick Duff (Invald 2006) - Spelade i Rangers mellan 1964 och 1965. - Mark Messier (Invald 2007) - Spelade i Rangers mellan 1991 och 1997 samt 2000 och 2004. - Glenn Anderson (Invald 2008) - Spelade i Rangers 1994. - Brian Leetch (Invald 2009) - Spelade i Rangers mellan 1987 och 2004. - Luc Robitaille (Invald 2009) - Spelade i Rangers mellan 1995 och 1997. - Pavel Bure (Invald 2012) - Spelade i Rangers mellan 2002 och 2003. - Brendan Shanahan (Invald 2013) - Spelade i Rangers mellan 2006 och 2008. - Eric Lindros (Invald 2016) - Spelade i Rangers mellan 2001 och 2004. |

#### Ledare
| - Lester Patrick (Invald 1947) - Var vicepresident, general manager och huvudtränare för Rangers mellan 1926 och 1950. - William M. Jennings (Invald 1975) - Var ägare för Rangers mellan 1959 och 1981. - Emile Francis (Invald 1982) - Var huvudtränare för Rangers mellan 1965 och 1975. | - Glen Sather (Invald 1997) - Spelade i Rangers mellan 1970 och 1973 samt varit huvudtränare, general manager och president mellan 2000 och 2019. - Craig Patrick (Invald 2001) - Var operativ chef, general manager och huvudtränare för Rangers mellan 1980 och 1989. - Roger Neilson (Invald 2002) - Var huvudtränare för Rangers mellan 1989 och 1993. | - Herb Brooks (Invald 2013) - Var huvudtränare för Rangers mellan 1981 och 1985. - Fred Shero (Invald 2016) - Var huvudtränare för Rangers mellan 1978 och 1981. |

### Troféer
| Stanley Cup (4) - 1927–1928, 1932–1933, 1939–1940, 1993–1994 Presidents' Trophy (3) - 1991–1992, 1993–1994, 2014–2015 Prince of Wales Trophy (4) - 1931–1932, 1941–1942, 1993–1994, 2013–2014 Källa: Art Ross Trophy (3) - Bill Cook: 1926–1927, 1932–1933 - Bryan Hextall: 1941–1942 Bill Masterton Memorial Trophy (5) - Jean Ratelle: 1970–1971 - Rod Gilbert: 1975–1976 - Anders Hedberg: 1984–1985 - Adam Graves: 2000–2001 - Dominic Moore: 2013–2014 Calder Memorial Trophy (8) - Kilby MacDonald: 1939–1940 - Grant Warwick: 1941–1942 - Edgar Laprade: 1945–1946 - Pentti Lund: 1948–1949 - Gump Worsley: 1952–1953 - Camille Henry: 1953–1954 - Steve Vickers: 1972–1973 - Brian Leetch: 1988–1989 Conn Smythe Trophy (1) - Brian Leetch: 1993–1994 Hart Memorial Trophy (4) - Buddy O'Connor: 1947–1948 - Chuck Rayner: 1949–1950 - Andy Bathgate: 1958–1959 - Mark Messier: 1991–1992 James Norris Memorial Trophy (4) - Doug Harvey: 1961–1962 - Harry Howell: 1966–1967 - Brian Leetch: 1991–1992, 1996–1997 | King Clancy Memorial Trophy (1) - Adam Graves: 1993–1994 Lady Byng Memorial Trophy (15) - Frank Boucher: 1927–1928, 1928–1929, 1929–1930, 1930–1931, 1932–1933, 1933–1934, 1934–1935 - Clint Smith: 1938–1939 - Buddy O'Connor: 1947–1948 - Edgar Laprade: 1949–1950 - Andy Hebenton: 1956–1957 - Camille Henry: 1957–1958 - Jean Ratalle: 1971–1972, 1975–1976 - Wayne Gretzky: 1998–1999 Lester B. Pearson Award/Ted Lindsay Award (3) - Jean Ratelle: 1971–1972 - Mark Messier: 1991–1992 - Jaromír Jágr: 2005–2006 Lester Patrick Trophy (13) - William M. Jennings: 1970–1971 - Terry Sawchuk: 1970–1971 - Phil Esposito: 1977–1978 - Fred Shero: 1979–1980 - Emile Francis: 1981–1982 - Lynn Patrick: 1988–1989 - Rod Gilbert: 1990–1991 - Frank Boucher: 1992–1993 - Brian Mullen: 1994–1995 - Herb Brooks: 2001–2002 - John Davidson: 2003–2004 - Brian Leetch: 2006–2007 - John Halligan: 2006–2007 Vézina Trophy (5) - Dave Kerr: 1939–1940 - Eddie Giacomin: 1970–1971 - Gilles Villemure: 1970–1971 - John Vanbiesbrouck: 1985–1986 - Henrik Lundqvist: 2011–2012 |

## General managers
Källa: 
| - Lester Patrick, 1926–19461 - Frank Boucher, 1946–1955 - Muzz Patrick, 1955–1964 - Emile Francis, 1964–1976 | - John Ferguson, Sr., 1976–1978 - Fred Shero, 1978–1980 - Craig Patrick, 1980–1986 - Phil Esposito, 1986–1989 | - Neil Smith, 1989–20001 - Glen Sather, 2000–2015 - Jeff Gorton, 2015–2021 - Chris Drury, 2021– |

## Tränare
Källa: 
| - Lester Patrick, 1926–19391 - Frank Boucher, 1939–19481 - Lynn Patrick, 1948–1950 - Neil Colville, 1950–1951 - Bill Cook, 1951–1953 - Frank Boucher, 1953–1954 - Muzz Patrick, 1954–1955 - Phil Watson, 1955–1959 - Muzz Patrick, 1959 - Alfred Pike, 1959–1961 - Doug Harvey, 1961–1962 - Muzz Patrick, 1962 - George Sullivan, 1962–191965 - Emile Francis, 1965–1968 - Bernie Geoffrion, 1968–1969 - Emile Francis, 1969–1973 | - Larry Popein, 1973–1974 - Emile Francis, 1974–1975 - Ron Stewart, 1975–1976 - John Ferguson, Sr., 1976–1977 - Jean-Guy Talbot, 1977–1978 - Fred Shero, 1978–1980 - Craig Patrick, 1980–1981 - Herb Brooks, 1981–1985 - Craig Patrick, 1985 - Ted Sator, 1985–1986 - Tom Webster, 1986–1986 - Phil Esposito, 1987 - Michel Bergeron, 1987–1989 - Phil Esposito, 1989 - Roger Neilson, 1989–1993 - Ron Smith, 1993 | - Mike Keenan, 1993–19941 - Colin Campbell, 1994–1998 - John Muckler, 1998–2000 - John Tortorella, 2000 - Ron Low, 2000–2002 - Bryan Trottier, 2002–2003 - Glen Sather, 2003–2004 - Tom Renney, 2004–2009 - John Tortorella, 2009–2013 - Alain Vigneault, 2013–2018 - David Quinn, 2018–2021 - Gerard Gallant, 2021–2023 - Peter Laviolette, 2023–2025 - Mike Sullivan, 2025– |

## Lagkaptener
Källa: 
| - Bill Cook, 1926–19371 - Art Coulter, 1937–19421 - Ott Heller, 1942–1945 - Neil Colville, 1945–1948 - Buddy O'Connor, 1949–1950 - Frank Eddolls, 1950–1951 - Allan Stanley, 1951–1953 - Don Raleigh, 1953–1955 - Harry Howell, 1955–1957 - George Sullivan, 1957–1961 - Andy Bathgate, 1961–1964 | - Camille Henry, 1964–1965 - Bob Nevin, 1965–1971 - Vic Hadfield, 1971–1974 - Brad Park, 1974–1975 - Phil Esposito, 1975–1978 - Dave Maloney, 1978–1980 - Walt Tkaczuk, 1980–1981 - Barry Beck, 1981–1986 - Ron Greschner, 1986–1987 - Kelly Kisio, 1987–1991 - Mark Messier, 1991–19971 | - Brian Leetch, 1997–2000 - Mark Messier, 2000–2004 - Lockout, 2004–2005 - Jaromír Jágr, 2006–2008 - Chris Drury, 2008–2011 - Ryan Callahan, 2011–2014 - Ryan McDonagh, 2014–2018 - Ingen lagkapten var utsedd, 2018–2022 - Jacob Trouba, 2022–2024 |

1 Vann Stanley Cup med Rangers.

## Statistik

### Poängledare
Topp tio för mest poäng i klubbens historia. Siffrorna uppdateras efter varje genomförd säsong.

Pos = Position; SM = Spelade matcher; M = Mål; A = Assists; P = Poäng; P/M = Poäng per match * = Fortfarande aktiv i klubben ** = Fortfarande aktiv i NHL

#### Grundserie
Uppdaterat efter 2009-10
| Spelare       | Pos | SM    | M   | A   | P     | P/M  |
| Rod Gilbert   | RW  | 1,065 | 406 | 615 | 1,021 | .96  |
| Brian Leetch  | D   | 1,129 | 240 | 741 | 981   | .87  |
| Jean Ratelle  | C   | 862   | 336 | 481 | 817   | .95  |
| Andy Bathgate | RW  | 719   | 272 | 457 | 729   | 1.01 |
| Mark Messier  | C   | 698   | 250 | 441 | 691   | .99  |
| Walt Tkaczuk  | C   | 945   | 227 | 451 | 678   | .72  |
| Ron Greschner | D   | 982   | 179 | 431 | 610   | .62  |
| Steve Vickers | LW  | 698   | 246 | 340 | 586   | .84  |
| Vic Hadfield  | LW  | 839   | 262 | 310 | 572   | .68  |
| Adam Graves   | LW  | 772   | 280 | 227 | 507   | .66  |

## Några spelare i Rangers historia
| - Andy Bathgate - Pavel Bure - Phil Esposito - Mike Gartner - Ed Giacomin - Adam Graves - Wayne Gretzky - Anders Hedberg - Jaromir Jagr | - Jari Kurri - Brian Leetch - Eric Lindros - Henrik Lundqvist - Mark Messier - Michael Nylander - Lester Patrick - Mike Richter - Ulf Samuelsson - Ulf Nilsson | - Tomas Sandström - Esa Tikkanen - Jeff Beukeboom - John Vanbiesbrouck - Pat Verbeek - Niklas Sundström - Jan Erixon - Ulf Dahlén - Luc Robitaille - Glen Sather |

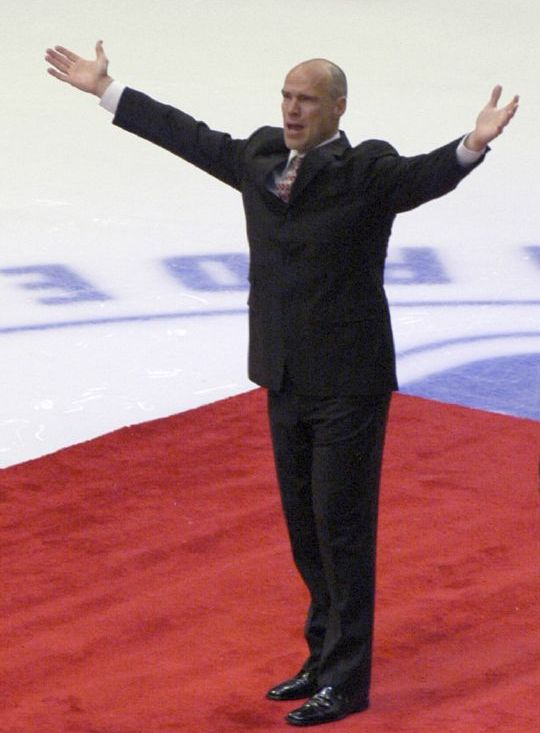
Mark Messier

Under säsongen 2008/2009 pensionerades nummer 9  för att hedra Adam Graves, och senare under samma säsong kommer det återigen pensioneras för att hedra Andy Bathgate. Även Harry Howells nummer 3 pensionerades denna säsong.

## Svenska spelare
Uppdaterat: 2012-06-01
| Målvakter        | Målvakter  | Målvakter | Målvakter | Målvakter | Målvakter | Målvakter  | Målvakter | Målvakter | Målvakter | Målvakter | Målvakter | Målvakter | Målvakter  | Målvakter | Målvakter | Målvakter | Målvakter | Målvakter   |
| Spelare          | Tröjnummer | Från      | Till      | Matcher¹  | Vinster¹  | Förluster¹ | Övertid¹  | GAA¹      | SVS%¹     | Nollor¹   | Matcher²  | Vinster²  | Förluster² | Övertid²  | GAA²      | SVS%²     | Nollor²   | Stanley Cup |
| ---------------- | ---------- | --------- | --------- | --------- | --------- | ---------- | --------- | --------- | --------- | --------- | --------- | --------- | ---------- | --------- | --------- | --------- | --------- | ----------- |
| Hardy Åström     | 31         | 1977      | 1978      | 4         | 2         | 2          | -         | 3,50      | -         | 0         | 0         | 0         | 0          | -         | 0,00      | -         | 0         | 0           |
| Johan Holmqvist  | 32, 40     | 2000      | 2003      | 4         | 0         | 3          | -         | 4,06      | .874      | 0         | 0         | 0         | 0          | -         | 0,00      | .000      | 0         | 0           |
| Henrik Lundqvist | 30         | 2005      | 2020      | 887       | 459       | 310        | 96        | 2,101     | .918      | 64        | 130       | 61        | 67         | 0         | 2,3       | .921      | 10        | 0           |
| Magnus Hellberg  | 45         | 2015      | 2017      | 3         | 1         | 2          | -         | 2,51      | .841      | 0         | 0         | 0         | 0          | -         | 0,00      | .000      | 0         | 0           |

| Utespelare          | Utespelare | Utespelare | Utespelare | Utespelare | Utespelare | Utespelare | Utespelare | Utespelare | Utespelare | Utespelare | Utespelare | Utespelare | Utespelare | Utespelare | Utespelare | Utespelare  |
| Spelare             | Pos        | Tröjnummer | K/A        | Från       | Till       | Matcher¹   | Mål¹       | Assists¹   | Poäng¹     | PIM¹       | Matcher²   | Mål²       | Assists¹   | Poäng²     | PIM²       | Stanley Cup |
| ------------------- | ---------- | ---------- | ---------- | ---------- | ---------- | ---------- | ---------- | ---------- | ---------- | ---------- | ---------- | ---------- | ---------- | ---------- | ---------- | ----------- |
| Ulf Sterner         | VF         | 5          |            | 1964       | 1965       | 4          | 0          | 0          | 0          | 0          | 0          | 0          | 0          | 0          | 0          | 0           |
| Juha Widing         | C          | 20         |            | 1969       | 1970       | 44         | 7          | 7          | 14         | 10         | 0          | 0          | 0          | 0          | 0          | 0           |
| Ulf Nilsson         | C          | 11         |            | 1978       | 1981       | 160        | 55         | 108        | 163        | 83         | 25         | 8          | 14         | 22         | 27         | 0           |
| Anders Hedberg      | HF         | 15         |            | 1978       | 1985       | 465        | 172        | 226        | 398        | 144        | 58         | 22         | 24         | 46         | 31         | 0           |
| Peter Wallin        | HF         | 25         |            | 1981       | 1982       | 52         | 3          | 14         | 17         | 14         | 14         | 2          | 6          | 8          | 6          | 0           |
| Ulf Nilsson         | C          | 19         |            | 1982       | 1983       | 10         | 2          | 4          | 6          | 2          | 0          | 0          | 0          | 0          | 0          | 0           |
| Kent-Erik Andersson | HF         | 24         |            | 1982       | 1984       | 134        | 13         | 35         | 48         | 22         | 14         | 0          | 1          | 1          | 0          | 0           |
| Peter Sundström     | VF         | 25         |            | 1983       | 1986       | 203        | 48         | 63         | 111        | 70         | 9          | 1          | 3          | 4          | 2          | 0           |
| Jan Erixon          | VF         | 20         |            | 1983       | 1993       | 556        | 57         | 159        | 216        | 167        | 57         | 7          | 7          | 14         | 16         | 0           |
| Tomas Sandström     | HF         | 28         |            | 1984       | 1990       | 407        | 173        | 208        | 381        | 563        | 29         | 8          | 12         | 20         | 52         | 0           |
| Kjell Samuelsson    | B          | 8, 26      |            | 1985       | 1986       | 39         | 2          | 6          | 8          | 60         | 9          | 0          | 1          | 1          | 8          | 0           |
| Ulf Dahlén          | VF         | 9, 16      |            | 1987       | 1990       | 189        | 71         | 60         | 131        | 106        | 4          | 0          | 0          | 0          | 0          | 0           |
| Pär Djoos           | B          | 44         |            | 1990       | 1993       | 56         | 2          | 19         | 21         | 42         | 0          | 0          | 0          | 0          | 0          | 0           |
| Peter Andersson     | B          | 2          |            | 1992       | 1994       | 39         | 5          | 12         | 17         | 20         | 0          | 0          | 0          | 0          | 0          | 0           |
| Mattias Norström    | B          | 5, 14      |            | 1993       | 1996       | 43         | 2          | 5          | 7          | 30         | 3          | 0          | 0          | 0          | 0          | 0           |
| Ulf Samuelsson      | B          | 5          |            | 1995       | 1999       | 287        | 14         | 46         | 60         | 475        | 26         | 1          | 7          | 8          | 46         | 0           |
| Niklas Sundström    | HF         | 24         |            | 1995       | 1999       | 315        | 65         | 98         | 163        | 78         | 20         | 4          | 8          | 12         | 6          | 0           |
| Johan Lindbom       | VF         | 21         |            | 1997       | 1998       | 38         | 1          | 3          | 4          | 28         | 0          | 0          | 0          | 0          | 0          | 0           |
| Ronnie Sundin       | B          | 38         |            | 1997       | 1998       | 1          | 0          | 0          | 0          | 0          | 0          | 0          | 0          | 0          | 0          | 0           |
| Jan Mertzig         | B          | 8          |            | 1998       | 1999       | 23         | 0          | 2          | 2          | 8          | 0          | 0          | 0          | 0          | 0          | 0           |
| Peter Popovic       | B          | 34         |            | 1998       | 1999       | 68         | 1          | 4          | 5          | 40         | 0          | 0          | 0          | 0          | 0          | 0           |
| Johan Witehall      | VF         | 14, 29     |            | 1998       | 2001       | 28         | 1          | 4          | 5          | 10         | 0          | 0          | 0          | 0          | 0          | 0           |
| Kim Johnsson        | B          | 3          |            | 1999       | 2001       | 151        | 11         | 36         | 47         | 86         | 0          | 0          | 0          | 0          | 0          | 0           |
| Bert Robertsson     | B          | 21         |            | 2000       | 2001       | 2          | 0          | 0          | 0          | 4          | 0          | 0          | 0          | 0          | 0          | 0           |
| Andreas Johansson   | C          | 26         |            | 2001       | 2002       | 70         | 14         | 10         | 24         | 46         | 0          | 0          | 0          | 0          | 0          | 0           |
| Mikael Samuelsson   | HF         | 37         |            | 2001       | 2003       | 125        | 14         | 24         | 38         | 53         | 0          | 0          | 0          | 0          | 0          | 0           |
| Michael Nylander    | C          | 92         |            | 2005       | 2007       | 160        | 49         | 113        | 162        | 118        | 4          | 0          | 1          | 1          | 0          | 0           |
| Christian Bäckman   | B          | 55         |            | 2008       | 2008       | 18         | 2          | 6          | 8          | 20         | 8          | 0          | 0          | 0          | 12         | 0           |
| Markus Näslund      | VF         | 91         | A          | 2008       | 2009       | 82         | 24         | 22         | 46         | 57         | 7          | 1          | 2          | 3          | 10         | 0           |
| Fredrik Sjöström    | HF         | 20         |            | 2008       | 2009       | 97         | 9          | 6          | 15         | 38         | 17         | 0          | 2          | 2          | 2          | 0           |
| Anders Eriksson     | B          | 25         |            | 2010       | 2010       | 8          | 0          | 2          | 2          | 0          | 0          | 0          | 0          | 0          | 0          | 0           |
| Tim Erixon          | B          | 53         |            | 2011       | 2012       | 18         | 0          | 2          | 2          | 8          | 0          | 0          | 0          | 0          | 0          | 0           |
| Carl Hagelin        | VF         | 62         |            | 2011       | 2015       | 266        | 58         | 72         | 130        | 132        | 73         | 12         | 14         | 26         | 39         | 0           |
| Anton Strålman      | B          | 32         |            | 2011       | 2014       | 182        | 7          | 31         | 38         | 62         | 55         | 3          | 3          | 6          | 8          | 0           |
| Jesper Fast         | HF         | 17         | A          | 2013       | 2020       | 422        | 55         | 105        | 160        | 116        | 40         | 6          | 8          | 14         | 2          | 0           |
| Lias Andersson      | HF         | 50         |            | 2017       | 2020       | 66         | 3          | 6          | 9          | 33         | 0          | 0          | 0          | 0          | 0          | 0           |
| Mika Zibanejad      | C          | 93         | A          | 2016       |            | 0          | 0          | 0          | 0          | 0          | 0          | 0          | 0          | 0          | 0          | 0           |
| Oscar Lindberg      | C          | 24         |            | 2014       | 2017       | 134        | 21         | 27         | 48         | 75         | 14         | 3          | 1          | 4          | 4          | 0           |
| Patrik Nemeth       | B          | 12         |            | 2021       | 2022       | 63         | 2          | 5          | 7          | 28         | 5          | 0          | 0          | 0          | 8          | 0           |
| Erik Gustafsson     | B          | 56         |            | 2023       | 2024       | 76         | 6          | 25         | 31         | 35         | 16         | 0          | 3          | 3          | 8          | 0           |
| Adam Edström        | C          | 84         |            | 2023       |            |            |            |            |            |            |            |            |            |            |            |             |
| Alexander Wennberg  | C          | 91         |            | 2024       | 2024       | 19         | 1          | 4          | 5          | 0          | 16         | 1          | 1          | 2          | 4          | 0           |

¹ = Grundserie
² = Slutspel
Övertid = Vunnit matcher som har gått till övertid. | GAA = Insläppta mål i genomsnitt | SVS% = Räddningsprocent | Nollor = Hållit nollan det vill säga att motståndarlaget har ej lyckats göra mål på målvakten under en match. | K/A = Om spelare har varit lagkapten och/eller assisterande lagkapten | PIM = Utvisningsminuter

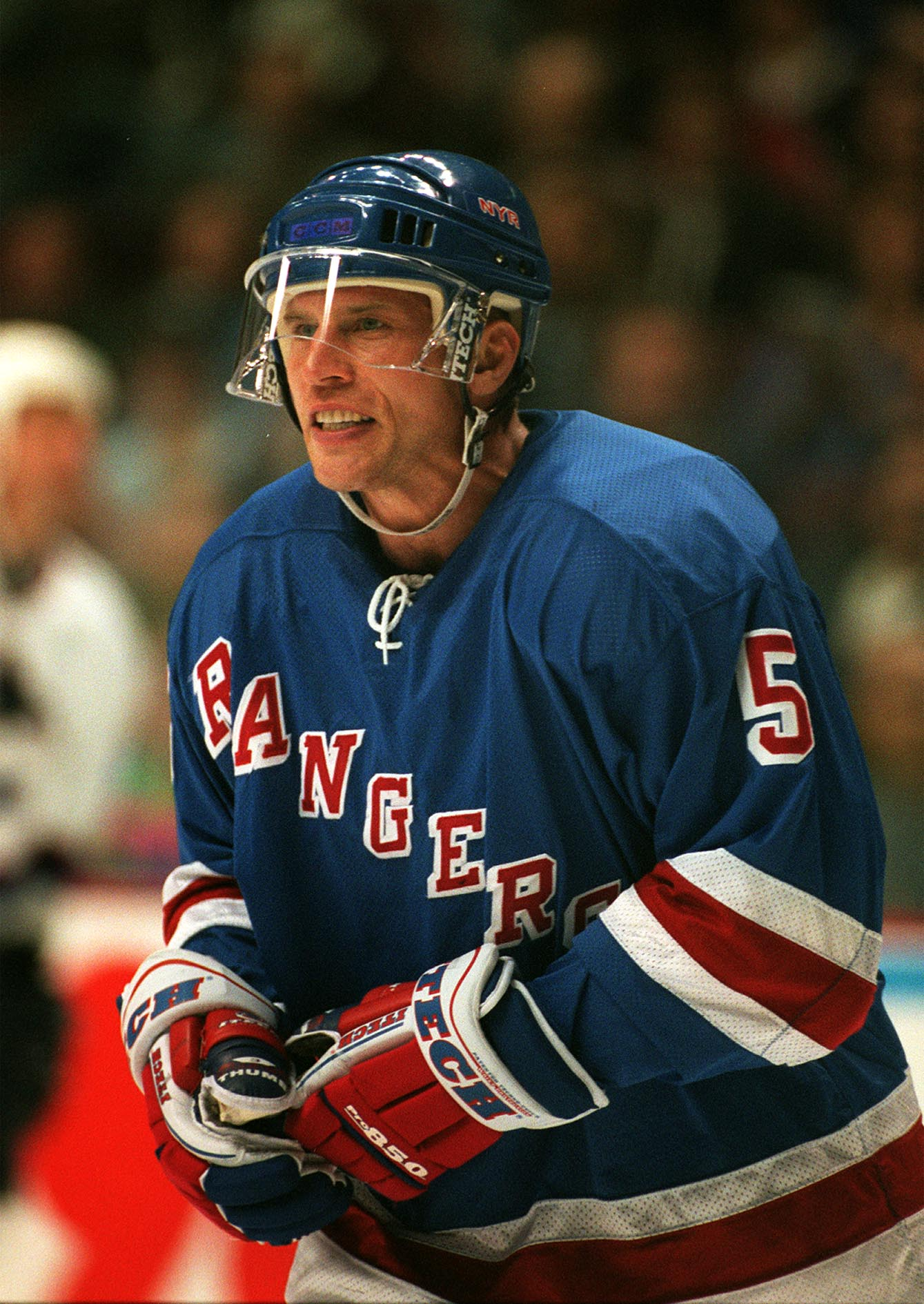
Ulf Samuelsson
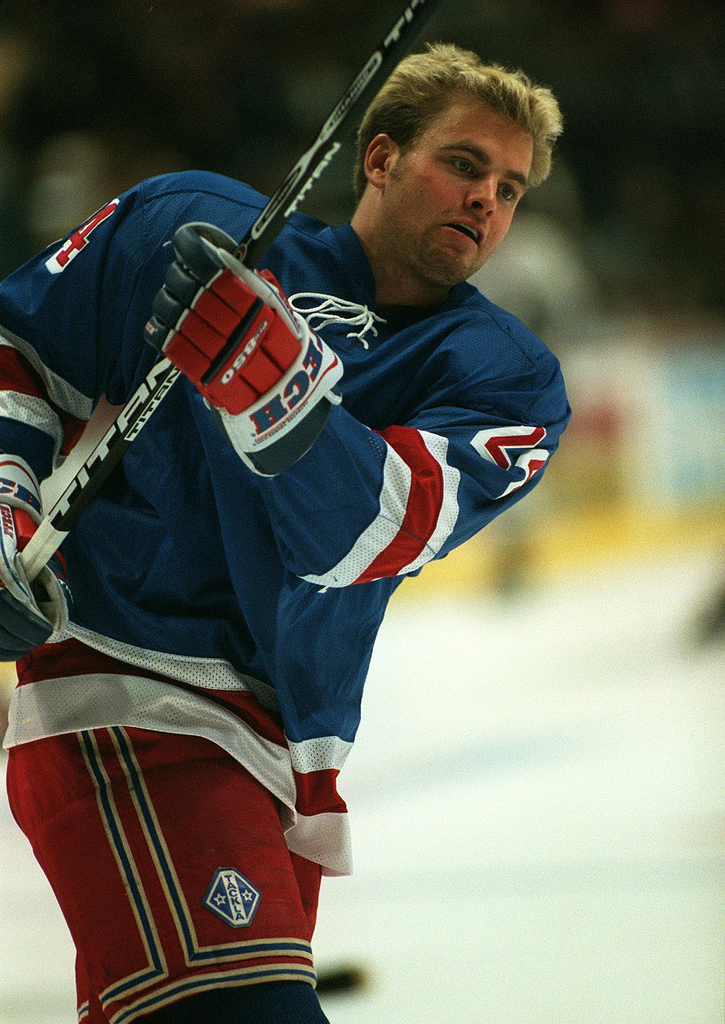
Niklas Sundström
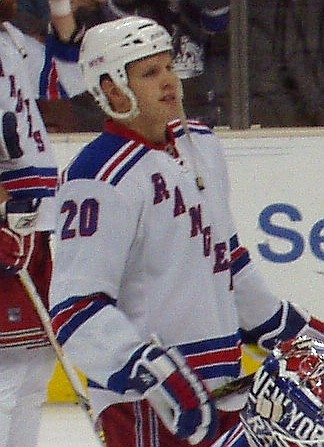
Fredrik Sjöström
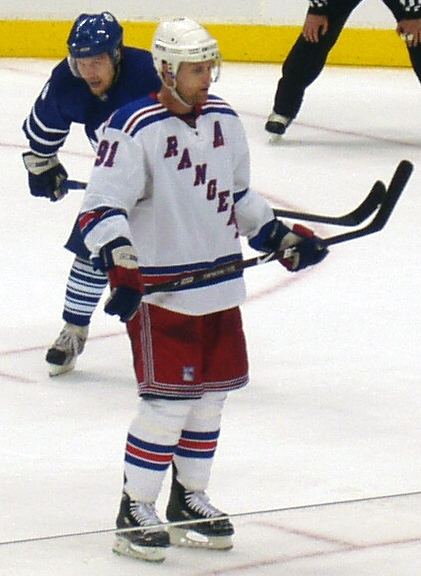
Markus Näslund

## Rangers val vid förstarundan i NHL Entry Draft
| År   |                                     | Spelare                             | Pos.                                | NHL-klubbar                                                         | NHL-karriär                         |                                     |
| ---- | ----------------------------------- | ----------------------------------- | ----------------------------------- | ------------------------------------------------------------------- | ----------------------------------- | ----------------------------------- |
| 1963 | Kanada                              | Al Osborne                          | HF                                  | (Spelade aldrig i NHL.)                                             | (Spelade aldrig i NHL.)             | Vald som nummer fyra.               |
| 1964 | Kanada                              | Bob Graham                          | B                                   | (Spelade aldrig i NHL.)                                             | (Spelade aldrig i NHL.)             | Vald som nummer tre.                |
| 1965 | Kanada                              | André Veilleux                      | HF                                  | (Spelade aldrig i NHL.)                                             | (Spelade aldrig i NHL.)             | Vald som nummer ett.                |
| 1966 | Kanada                              | Brad Park                           | B                                   | Rangers, Bruins, Red Wings                                          | 1968–1985,                          | Vald som nummer två.                |
| 1967 | Kanada                              | Bob Dickson                         | VF                                  | (Spelade aldrig i NHL.)                                             | (Spelade aldrig i NHL.)             | Vald som nummer sex.                |
| 1968 | Rangers saknade val i förstarundan. | Rangers saknade val i förstarundan. | Rangers saknade val i förstarundan. | Rangers saknade val i förstarundan.                                 | Rangers saknade val i förstarundan. | Rangers saknade val i förstarundan. |
| 1969 | Kanada                              | Andre Dupont                        | B                                   | Rangers, Blues, Flyers, Nordiques                                   | 1970–1983                           | Vald som nummer åtta.               |
| 1969 | Kanada                              | Pierre Jarry                        | VF                                  | Rangers, Maple Leafs, Red Wings, North Stars                        | 1971–1977                           | Vald som nummer tolv.               |
| 1970 | Kanada                              | Norm Gratton                        | HF                                  | Rangers, Flames, Sabres, North Stars                                | 1971–1976                           | Vald som nummer elva.               |
| 1971 | Kanada                              | Steve Vickers                       | VF                                  | Rangers                                                             | 1972–1982                           | Vald som nummer elva.               |
| 1971 | Kanada                              | Steve Durbano                       | VF                                  | Blues, Penguins, City Scouts, Rockies                               | 1972–1978                           | Vald som nummer tolv.               |
| 1972 | Kanada                              | Al Blanchard                        | VF                                  | (Spelade aldrig i NHL.)                                             | (Spelade aldrig i NHL.)             | Vald som nummer tio.                |
| 1972 | Kanada                              | Bob MacMillan                       | C                                   | Rangers, Blues, Flames, Flames, Rockies, Devils, Black Hawks        | 1974–1985                           | Vald som nummer 15.                 |
| 1973 | Kanada                              | Rick Middleton                      | HF                                  | Rangers, Bruins                                                     | 1974–1988                           | Vald som nummer 14.                 |
| 1974 | Kanada                              | Dave Maloney                        | B                                   | (Rangers, Sabres                                                    | 1974–1985                           | Vald som nummer 14.                 |
| 1975 | Kanada                              | Wayne Dillon                        | C                                   | Rangers, Jets                                                       | 1975–1978, 1979                     | Vald som nummer 12.                 |
| 1976 | Kanada                              | Don Murdoch                         | HF                                  | Rangers, Oilers, Red Wings                                          | 1976–1982                           | Vald som nummer sex.                |
| 1977 | Kanada                              | Lucien DeBlois                      | HF                                  | Rangers, Rockies, Jets, Canadiens, Nordiques, Maple Leafs           | 1977–1992                           | Vald som nummer åtta.               |
| 1977 | Kanada                              | Ron Duguay                          | C                                   | Rangers, Red Wings, Penguins, Kings                                 | 1977–1989                           | Vald som nummer 13.                 |
| 1978 | Rangers saknade val i förstarundan. | Rangers saknade val i förstarundan. | Rangers saknade val i förstarundan. | Rangers saknade val i förstarundan.                                 | Rangers saknade val i förstarundan. | Rangers saknade val i förstarundan. |
| 1979 | Kanada                              | Doug Sulliman                       | VF                                  | Rangers, Whalers, Devils, Flyers                                    | 1979–1990                           | Vald som nummer 13.                 |
| 1980 | Kanada                              | Jim Malone                          | C                                   | (Spelade aldrig i NHL.)                                             | (Spelade aldrig i NHL.)             | Vald som nummer 14.                 |
| 1981 | Kanada                              | James Patrick                       | B                                   | Rangers, Whalers, Flames, Sabres                                    | 1984–2004                           | Vald som nummer nio.                |
| 1982 | Kanada                              | Chris Kontos                        | C                                   | Rangers, Penguins, Kings                                            | 1982–1985, 1986–1989                | Vald som nummer 15.                 |
| 1983 | Kanada                              | Dave Gagner                         | C                                   | Rangers, North Stars, Stars, Maple Leafs, Flames, Panthers, Canucks | 1982–1999                           | Vald som nummer tolv.               |
| 1984 | Kanada                              | Terry Carkner                       | B                                   | Rangers, Nordiques, Flyers, Red Wings, Panthers                     | 1986–1999                           | Vald som nummer 14.                 |
| 1985 | Sverige                             | Ulf Dahlén                          | HF                                  | Rangers, North Stars, Stars, Sharks, Blackhawks, Capitals           | 1987–1997, 1999–2003                | Vald som nummer sju.                |
| 1986 | USA                                 | Brian Leetch                        | B                                   | Rangers, Maple Leafs, Bruins                                        | 1987–2006                           | Vald som nummer nio.                |
| 1987 | Kanada                              | Jayson More                         | B                                   | Rangers, North Stars, Sharks, Coyotes, Blackhawks, Predators        | 1988–1990, 1991–1999                | Vald som nummer tio.                |
| 1988 | Rangers saknade val i förstarundan. | Rangers saknade val i förstarundan. | Rangers saknade val i förstarundan. | Rangers saknade val i förstarundan.                                 | Rangers saknade val i förstarundan. | Rangers saknade val i förstarundan. |
| 1989 | Kanada                              | Steven Rice                         | HF                                  | Rangers, Oilers, Whalers, Hurricanes                                | 1990–1998                           | Vald som nummer 20.                 |
| 1990 | Kanada                              | Michael Stewart                     | B                                   | (Spelade aldrig i NHL.)                                             | (Spelade aldrig i NHL.)             | Vald som nummer 13.                 |
| 1991 | Ryssland                            | Aleksej Kovaljov                    | HF                                  | Rangers, Penguins, Canadiens, Senators, Panthers                    | 1992–2011, 2013                     | Vald som nummer 15.                 |
| 1992 | USA                                 | Peter Ferraro                       | C                                   | Rangers, Penguins, Bruins, Capitals                                 | 1996–2001                           | Vald som nummer 24.                 |
| 1993 | Sverige                             | Niklas Sundström                    | HF                                  | Rangers, Sharks, Canadiens                                          | 1995–2006                           | Vald som nummer åtta.               |
| 1994 | Kanada                              | Dan Cloutier                        | MV                                  | Rangers, Lightning, Canucks, Kings                                  | 1997–2008                           | Vald som nummer 26.                 |
| 1995 | Rangers saknade val i förstarundan. | Rangers saknade val i förstarundan. | Rangers saknade val i förstarundan. | Rangers saknade val i förstarundan.                                 | Rangers saknade val i förstarundan. | Rangers saknade val i förstarundan. |
| 1996 | Kanada                              | Jeff Brown                          | B                                   | (Spelade aldrig i NHL.)                                             | (Spelade aldrig i NHL.)             | Vald som nummer 22.                 |
| 1997 | Kanada                              | Stefan Cherneski                    | HF                                  | (Spelade aldrig i NHL.)                                             | (Spelade aldrig i NHL.)             | Vald som nummer 19.                 |
| 1998 | Kanada                              | Manny Malhotra                      | C                                   | Rangers, Stars, Blue Jackets, Sharks, Canucks, Hurricanes           | 1998–                               | Vald som nummer sju.                |
| 1999 | Tjeckien                            | Pavel Brendl                        | HF                                  | Flyers, Hurricanes, Coyotes                                         | 2001–2004, 2005–2006                | Vald som nummer fyra.               |
| 1999 | Kanada                              | Jamie Lundmark                      | C                                   | Rangers, Coyotes, Flames, Kings                                     | 2002–2007, 2008–2010                | Vald som nummer nio.                |
| 2000 | Rangers saknade val i förstarundan. | Rangers saknade val i förstarundan. | Rangers saknade val i förstarundan. | Rangers saknade val i förstarundan.                                 | Rangers saknade val i förstarundan. | Rangers saknade val i förstarundan. |
| 2001 | Kanada                              | Dan Blackburn                       | MV                                  | Rangers                                                             | 2001–2003                           | Vald som nummer tio.                |
| 2002 | Rangers saknade val i förstarundan. | Rangers saknade val i förstarundan. | Rangers saknade val i förstarundan. | Rangers saknade val i förstarundan.                                 | Rangers saknade val i förstarundan. | Rangers saknade val i förstarundan. |
| 2003 | USA                                 | Hugh Jessiman                       | HF                                  | Panthers                                                            | 2011                                | Vald som nummer tolv.               |
| 2004 | USA                                 | Al Montoya                          | MV                                  | Coyotes, Islanders, Jets                                            | 2009–                               | Vald som nummer sex.                |
| 2004 | Finland                             | Lauri Korpikoski                    | VF                                  | Rangers, Coyotes                                                    | 2008–                               | Vald som nummer 19.                 |
| 2005 | Kanada                              | Marc Staal                          | B                                   | Rangers                                                             | 2007–                               | Vald som nummer tolv.               |
| 2006 | USA                                 | Bobby Sanguinetti                   | B                                   | Rangers, Hurricanes                                                 | 2009, 2011–2013                     | Vald som nummer 21.                 |
| 2007 | Ryssland                            | Alexej Tjerepanov                   | HF                                  | (Spelade aldrig i NHL.)                                             | (Spelade aldrig i NHL.)             | Vald som nummer 17.                 |
| 2008 | Kanada                              | Michael Del Zotto                   | C                                   | Rangers, Predators                                                  | 2009–                               | Vald som nummer 20.                 |
| 2009 | USA                                 | Chris Kreider                       | C                                   | Rangers                                                             | 2012-                               | Vald som nummer 19.                 |
| 2010 | Kanada                              | Dylan McIlrath                      | B                                   | Rangers                                                             | 2013-                               | Vald som nummer tio.                |
| 2011 | USA                                 | J. T. Miller                        | C                                   | Rangers                                                             | 2013-                               | Vald som nummer 15.                 |
| 2012 | USA                                 | Brady Skeji                         | B                                   | (Har ännu inte spelat i NHL.)                                       | (Har ännu inte spelat i NHL.)       | Vald som nummer 28.                 |
| 2013 | Rangers saknade val i förstarundan. | Rangers saknade val i förstarundan. | Rangers saknade val i förstarundan. | Rangers saknade val i förstarundan.                                 | Rangers saknade val i förstarundan. | Rangers saknade val i förstarundan. |